# Biserica de lemn Sf. Arhangheli din Boiereni

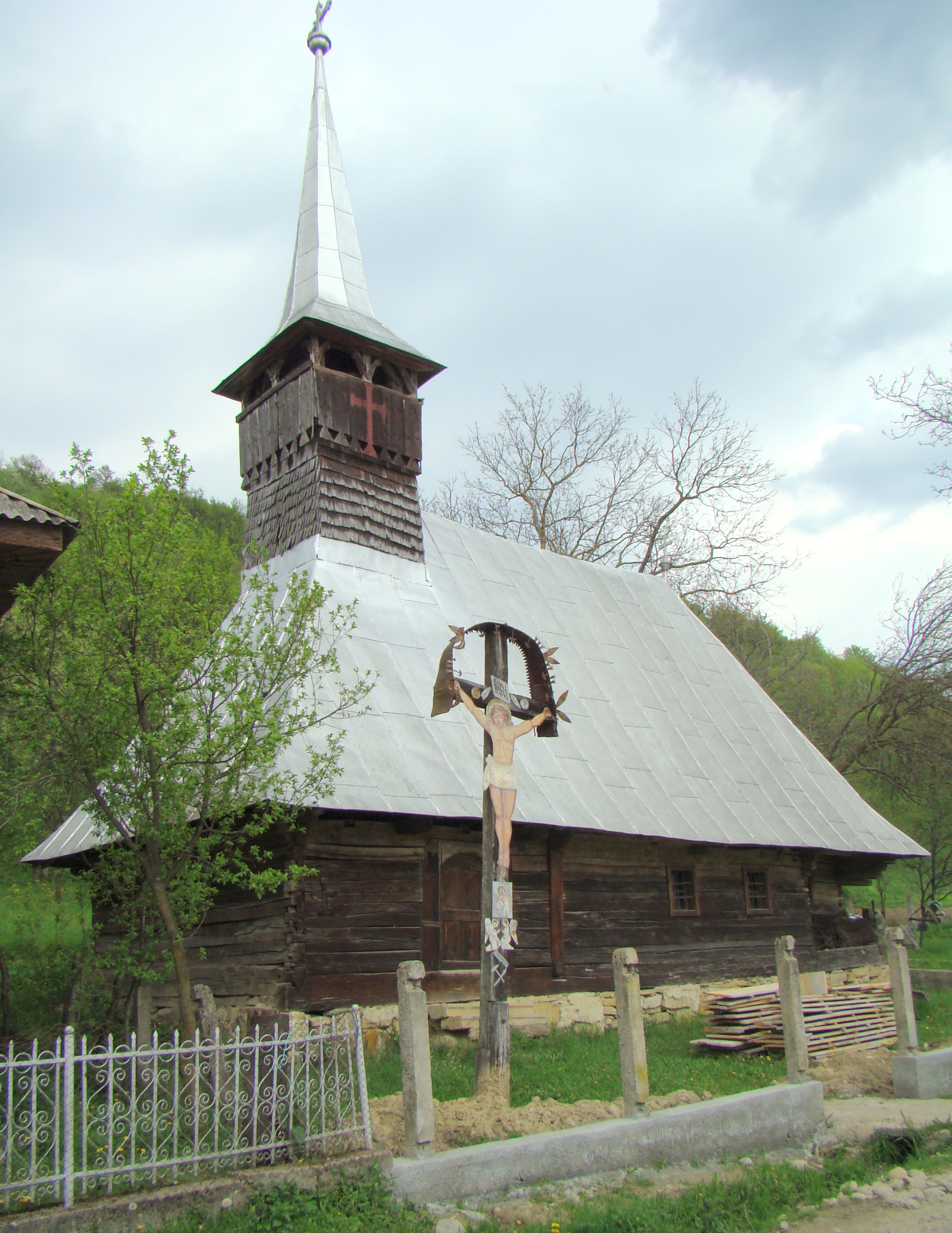
Biserica de lemn „Sfântul Nicolae” din Boiereni, județul Maramureș, foto: mai 2010.

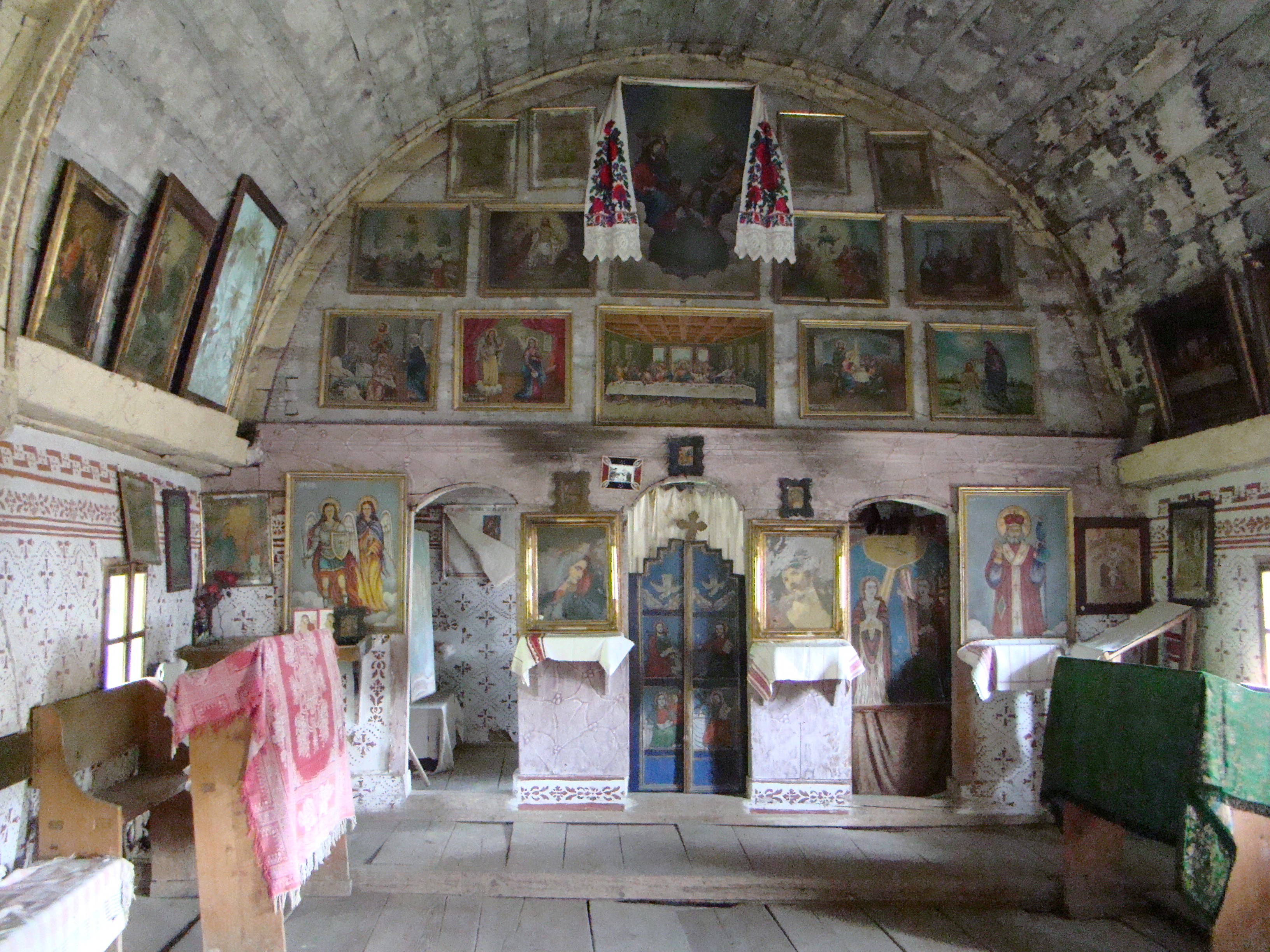
Interiorul navei spre iconostas

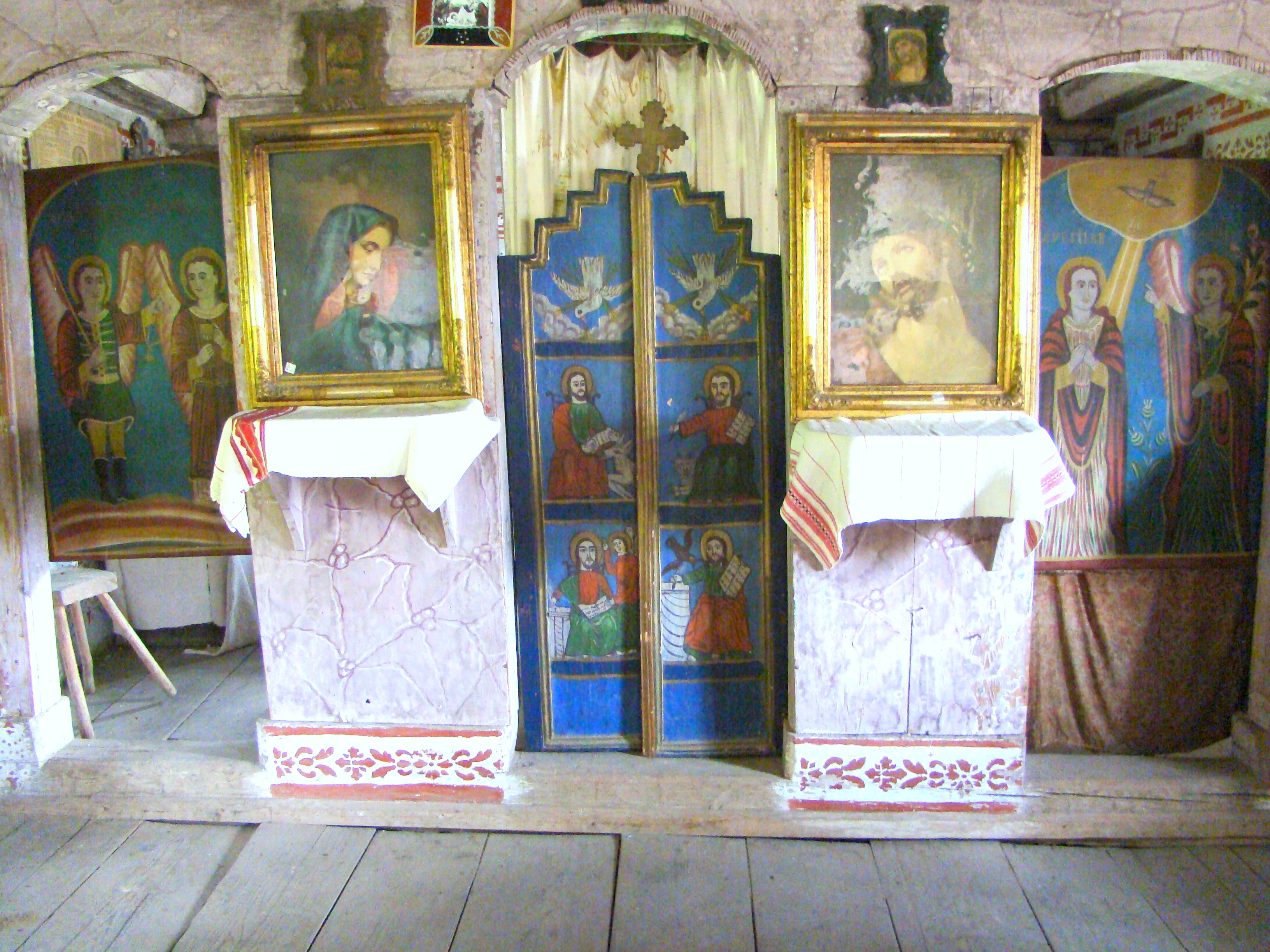
Ușile împărătești și diaconești

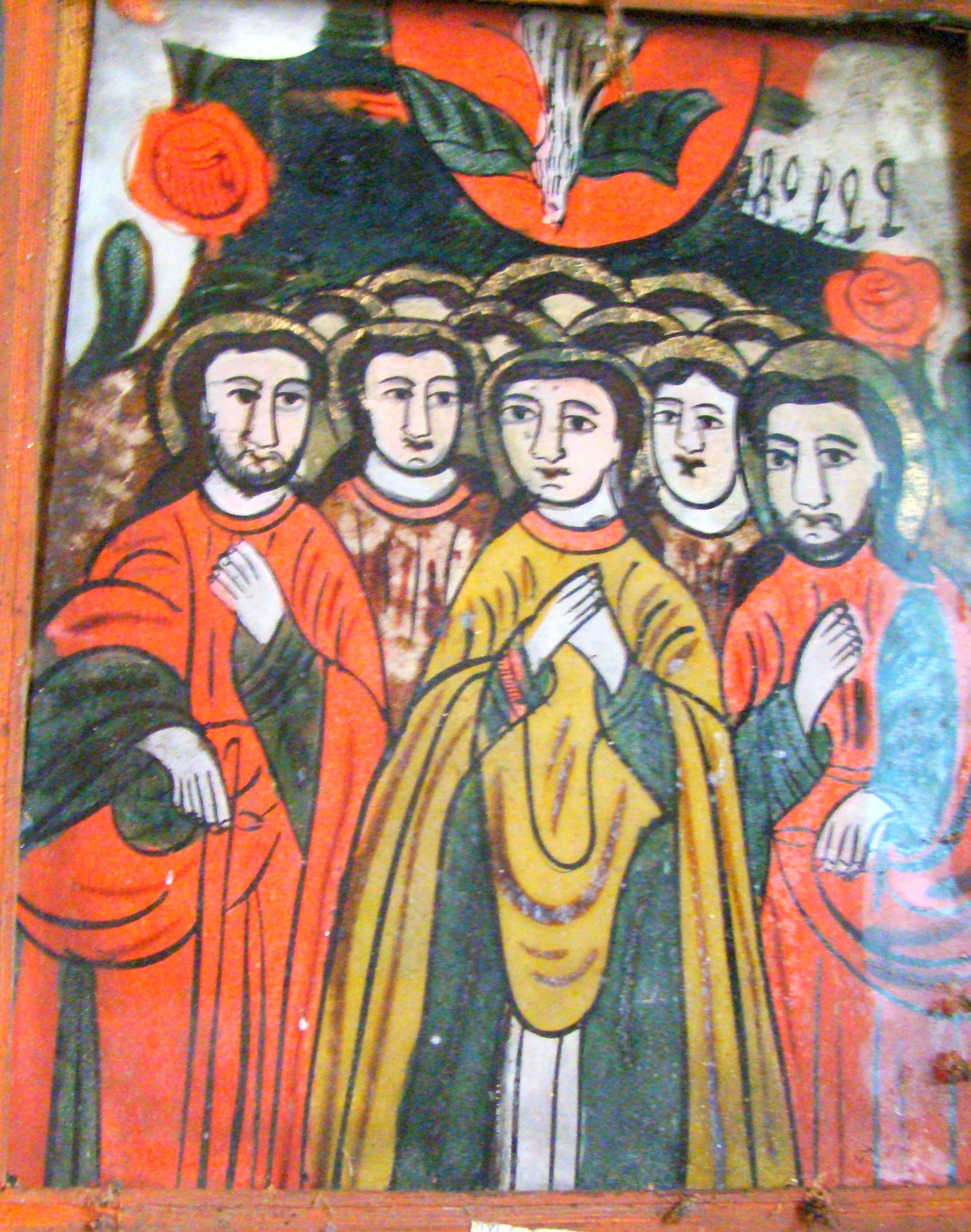
Pogorârea Sfântului Duh

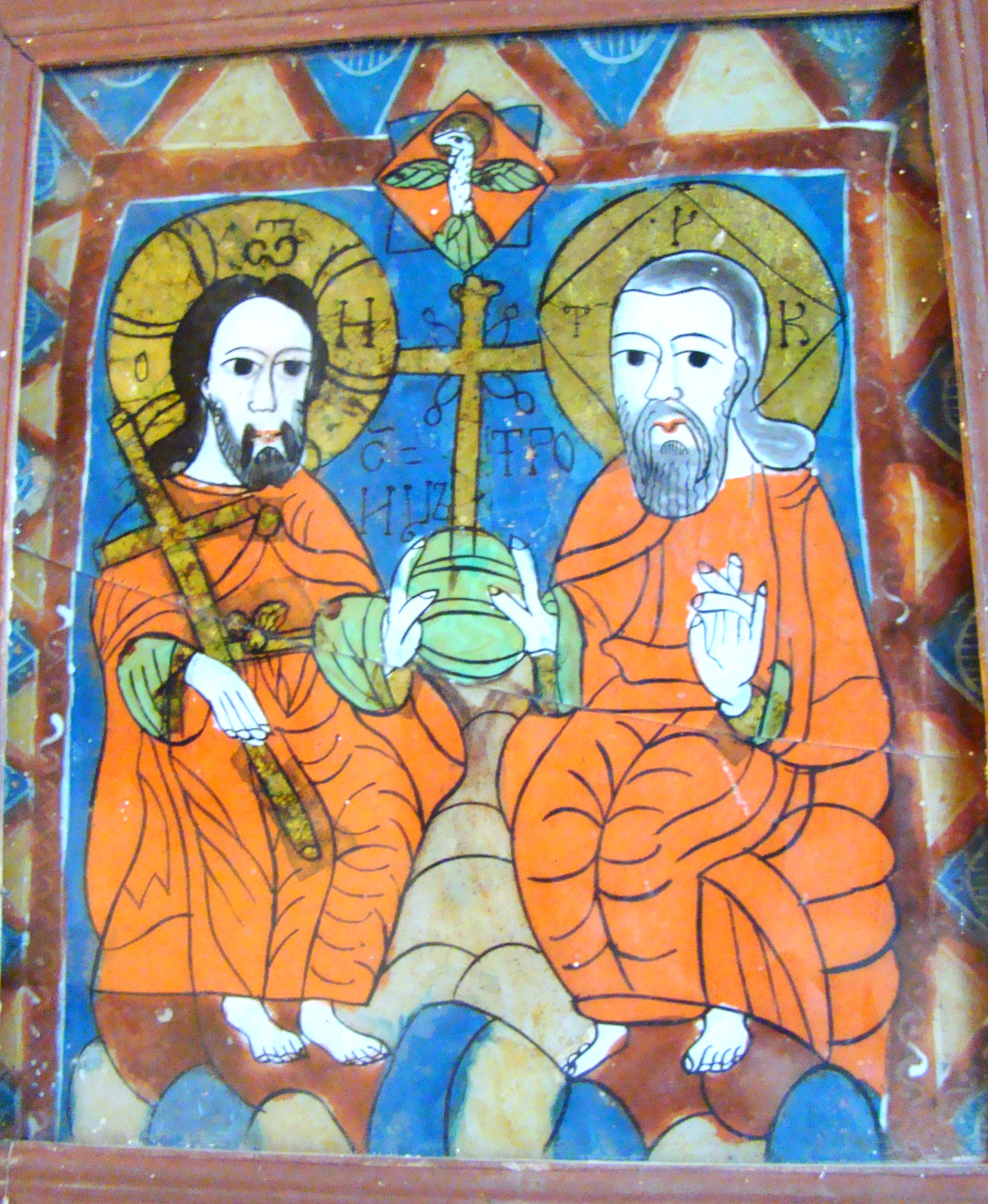
Sfânta Troiță

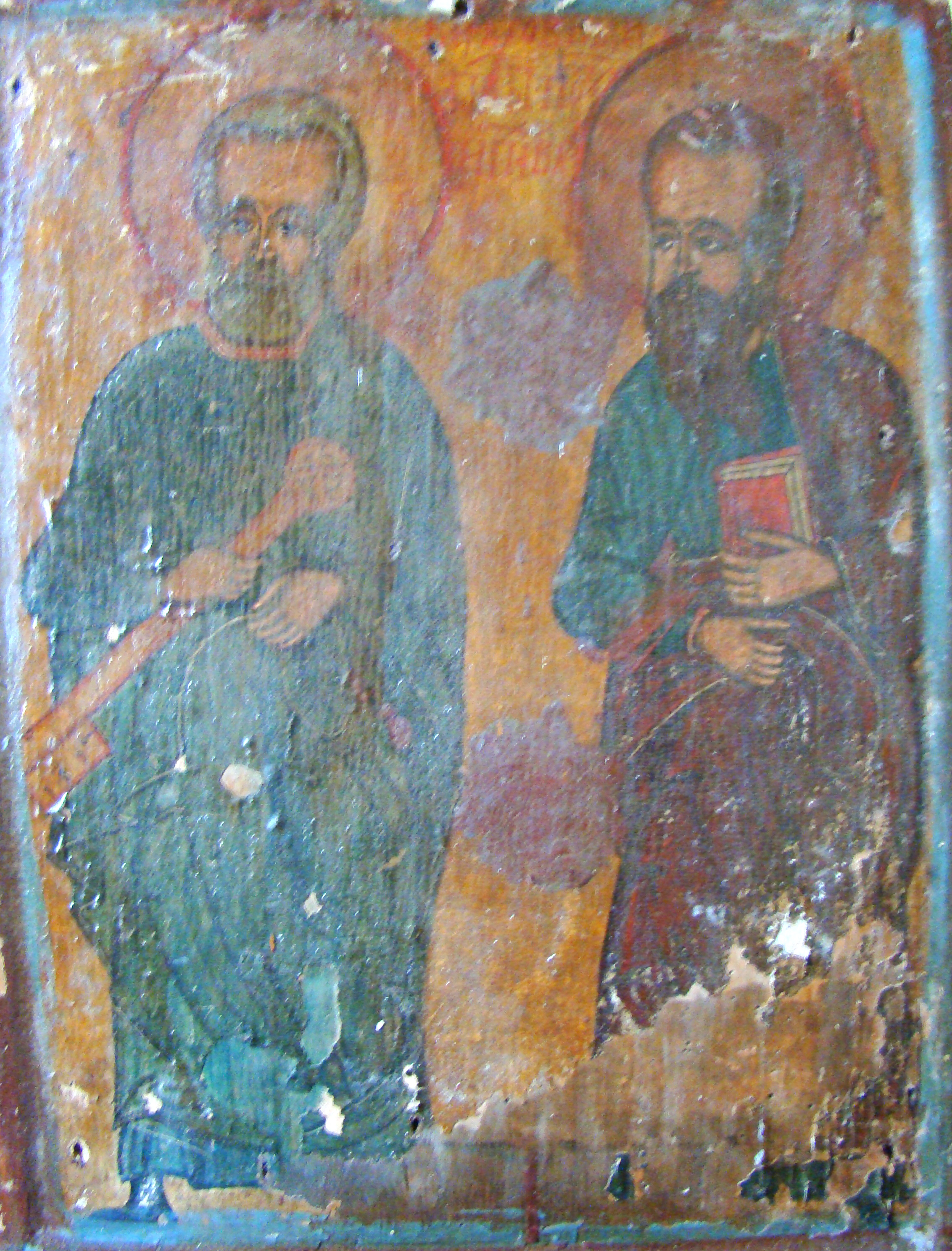
Sfinţii Apostoli Petru şi Pavel

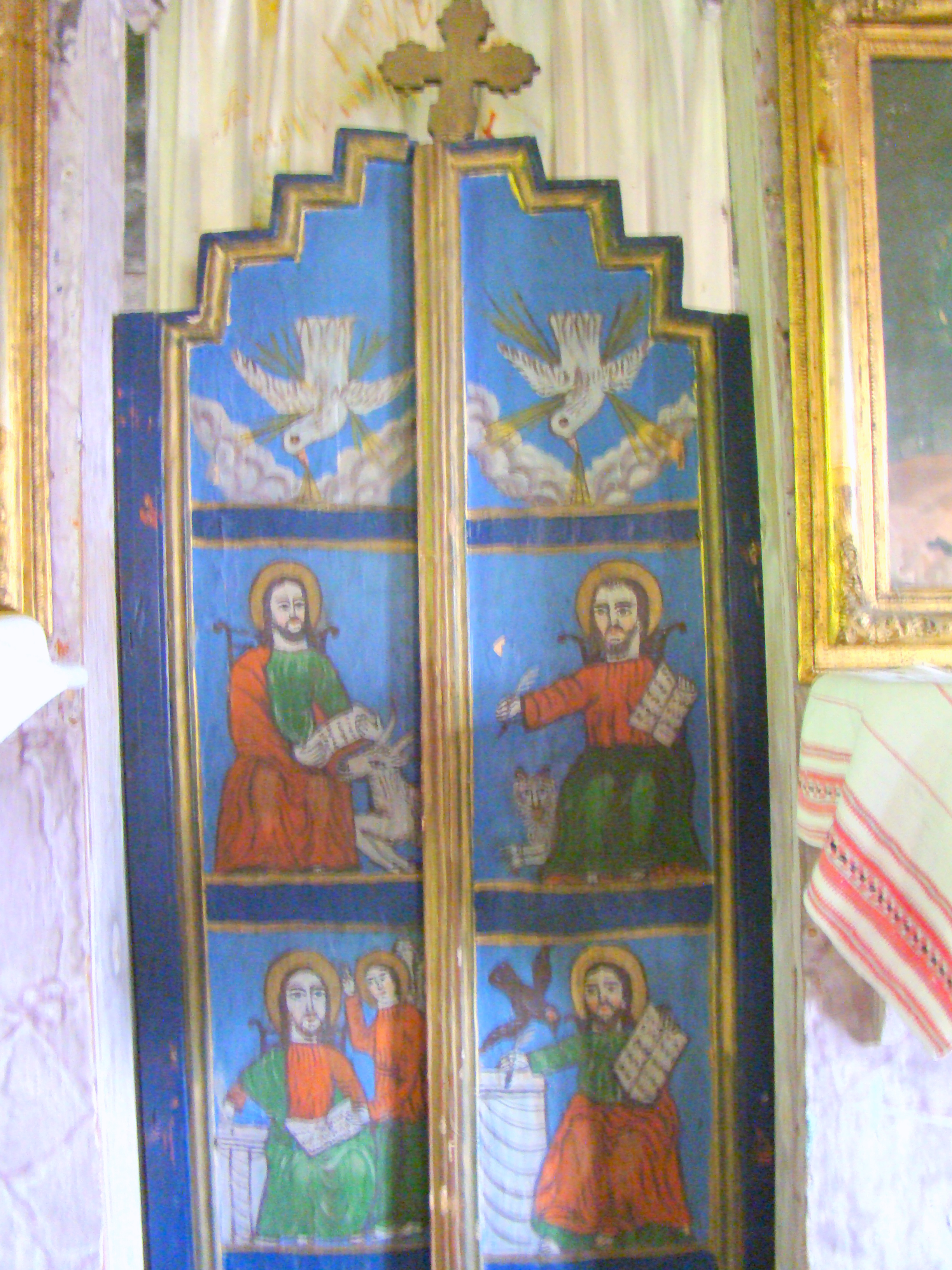
Ușile împărătești: Evangheliștii

Biserica de lemn „Sfinții Arhangheli” din Boiereni, județul Maramureș datează din anul 1782. Biserica se află pe noua listă a monumentelor istorice sub codul LMI:  MM-II-m-B-04526.

## Istoric și trăsături
Biserica de lemn „Sfinții Arhangheli Mihail și Gavriil” din Boiereni este așezată pe o colină în partea estică a satului, lângă un drum secundar, fiind înconjurată de construcții civile recente. Cu privire la geneza acestei biserici, sursele consemnează faptul că aceasta a fost adusă în 1810 din Suciu de Jos (Man, 2005) și sfințită aici în 1882 (Butian, 2004). Pe de altă parte, în Monografia Protopopiatului Lăpuș este menționat faptul că această biserică a fost ridicată între anii 1735-1738, din contribuția credincioșilor, iar definitiv terminată în 1751.
Este o biserică de dimensiuni medii, cunoscută de localnici sub numele de Biserica Pavelenilor (Bilțiu, 2017). Planimetria este cea frecvent întâlnită la bisericile din zonă, având pronaos, naos și altar. Turnul, care se ridică direct din pronaos, este mai scurt și drănițit în partea superioară, având galerie cu parapetul scândurit. Coiful piramidal este așezat pe opt stâlpi și este învelit cu tablă și se termină cu o cruce simplă cu bulb la capătul inferior al brațului vertical. Acoperișul uniform este învelit cu tablă zincată. În interior, biserica este tencuită la nivelul pereților, iar bolta este zugrăvită. Pictura se rezumă la scenele de pe ușile împărătești și diaconești.

## Imagini din exterior

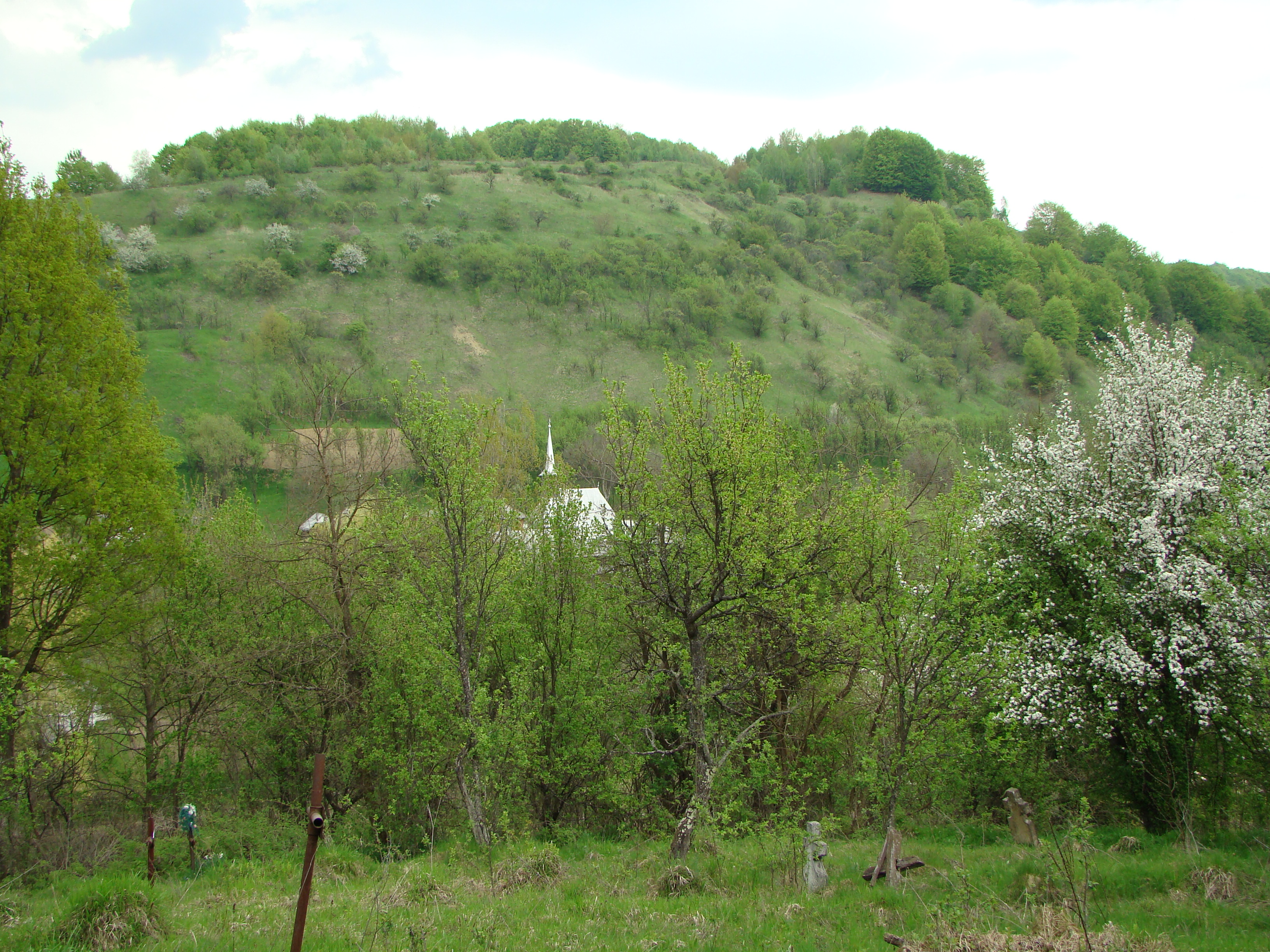
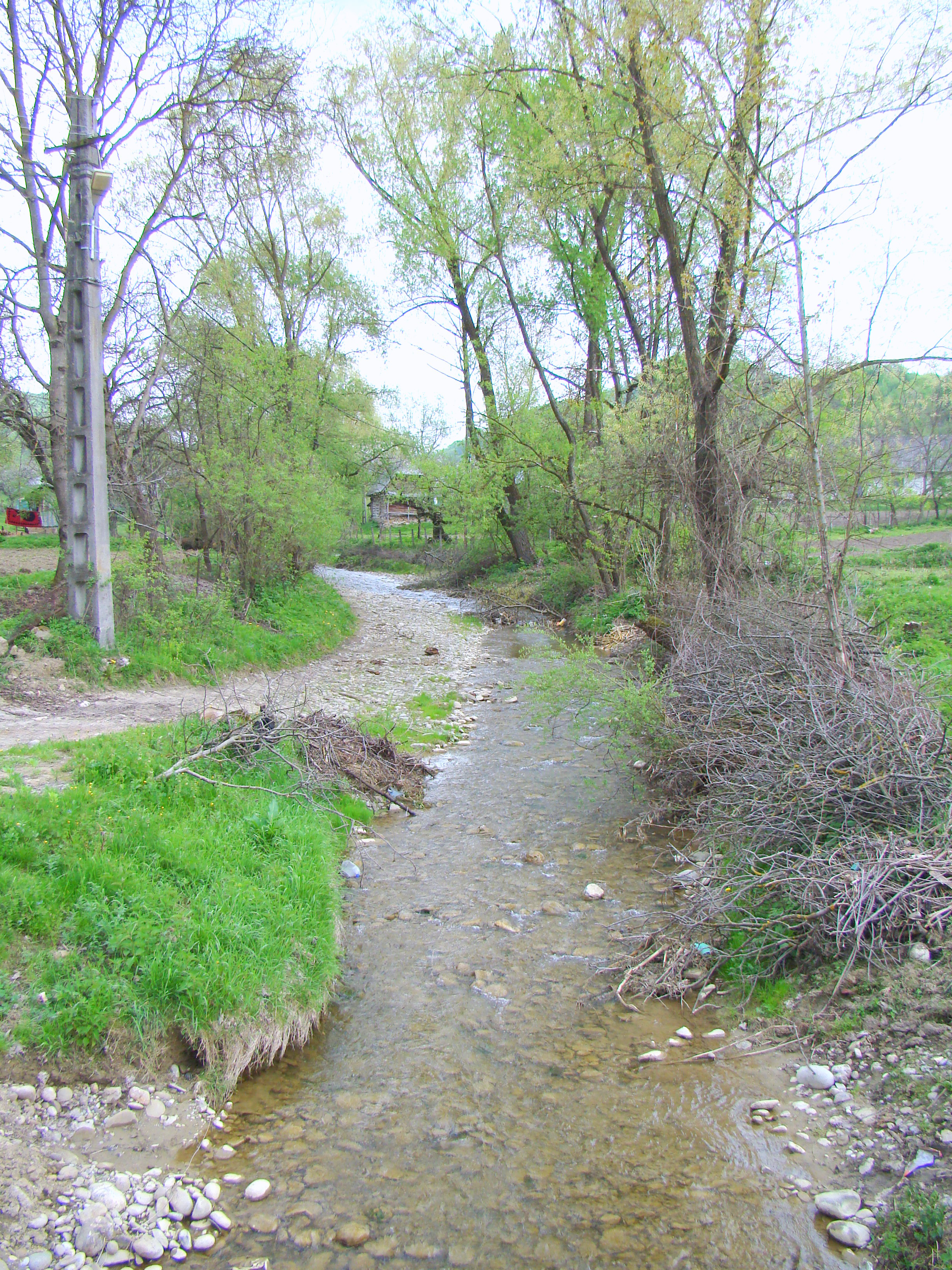
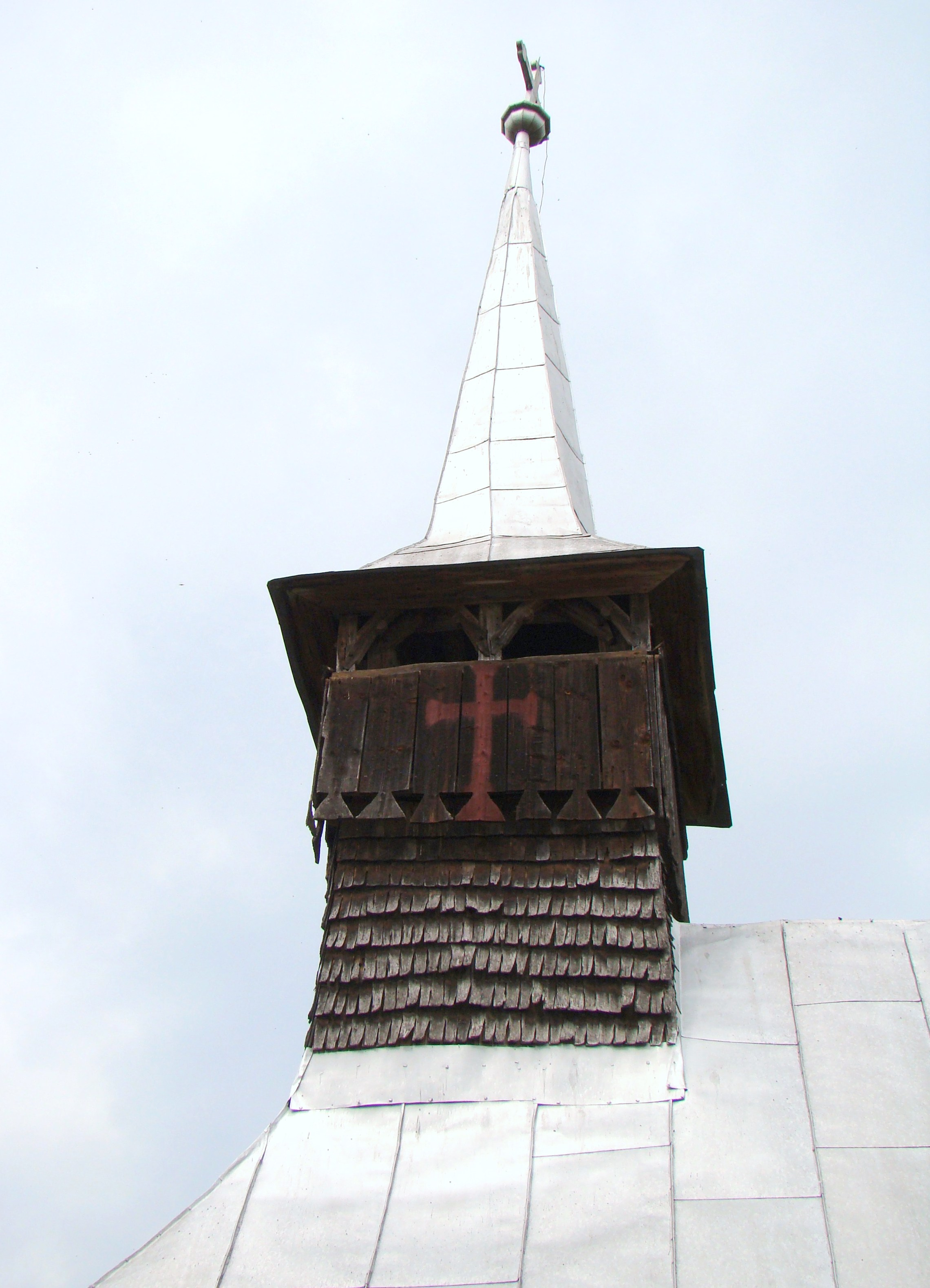
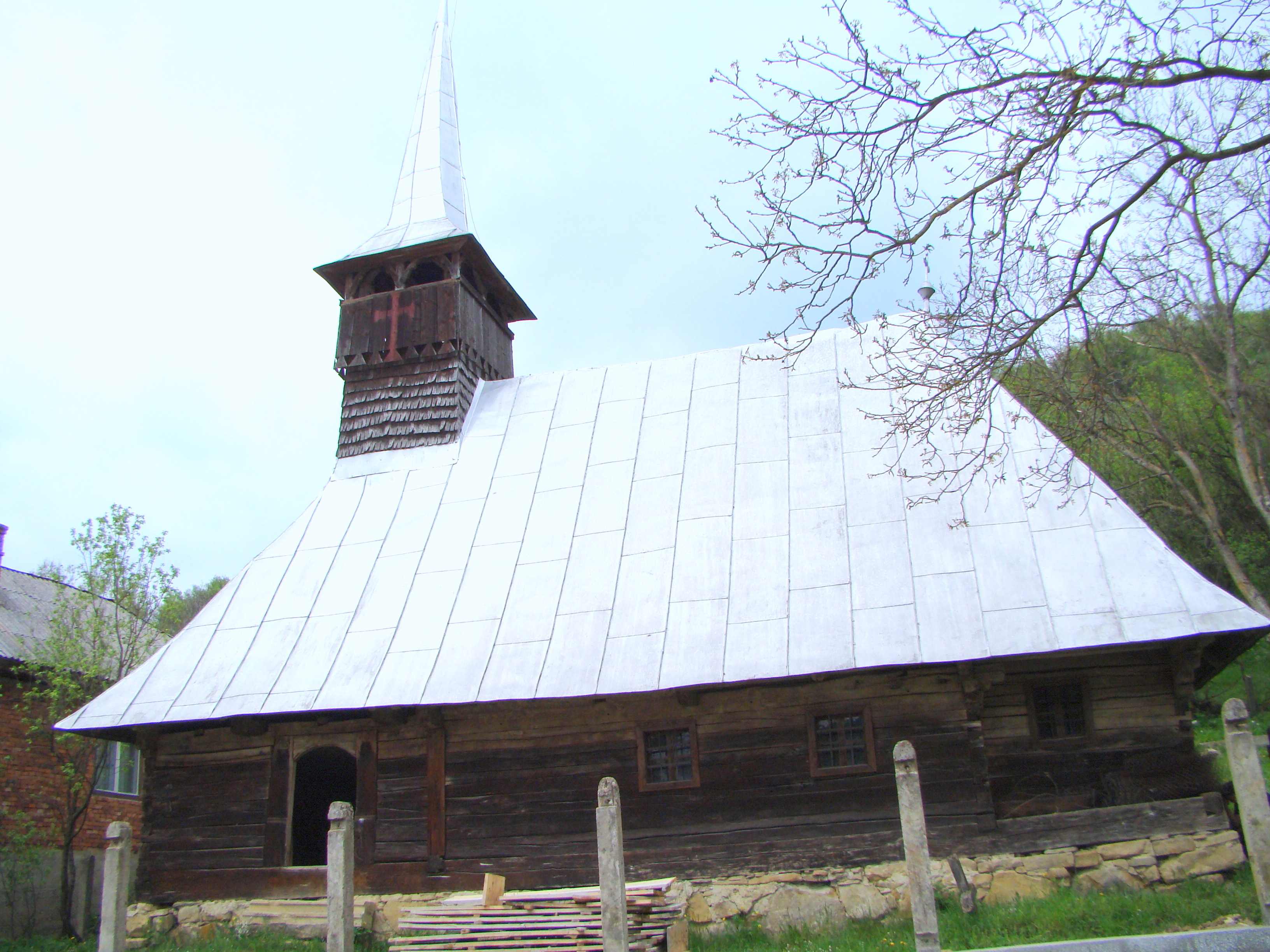
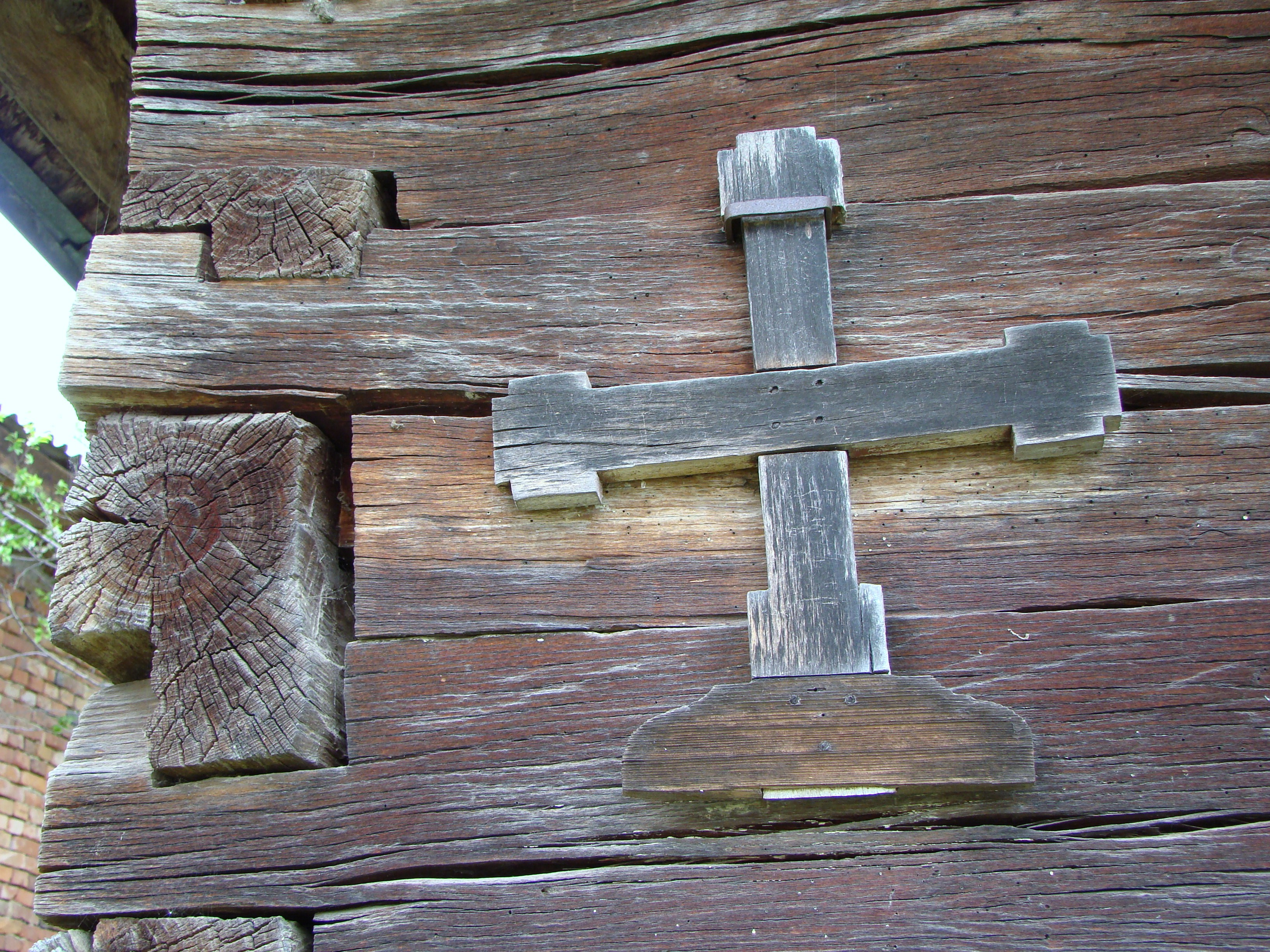
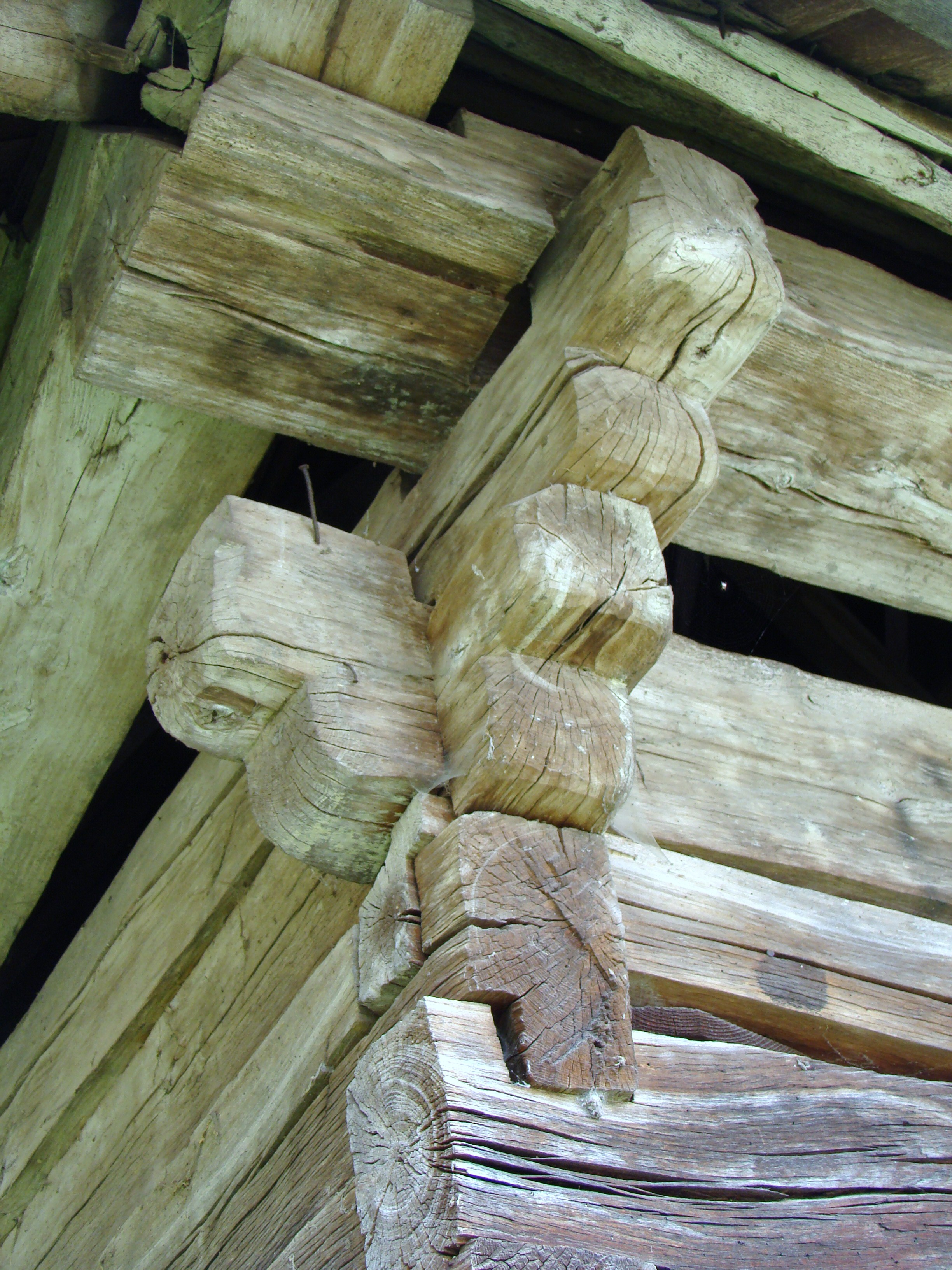
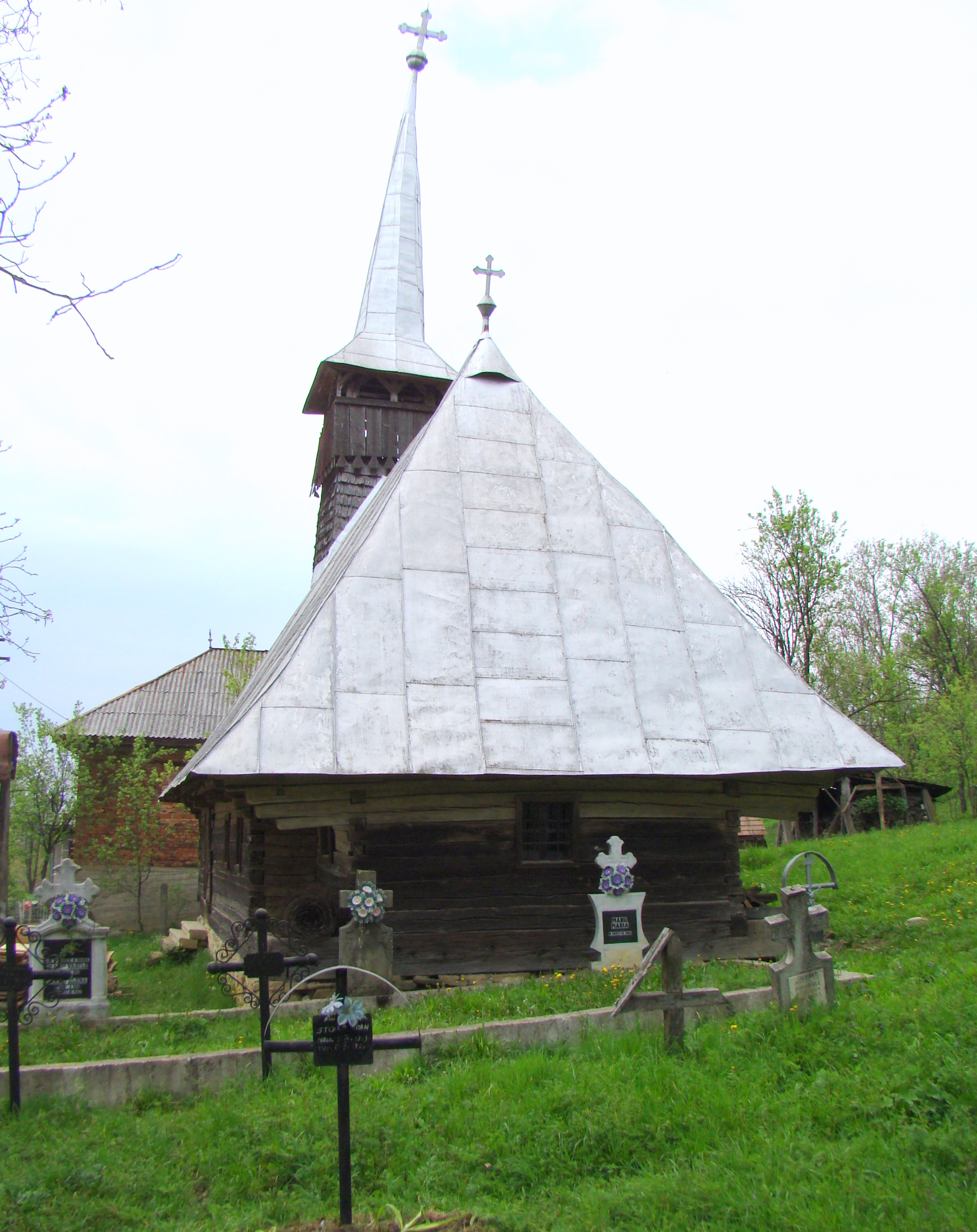
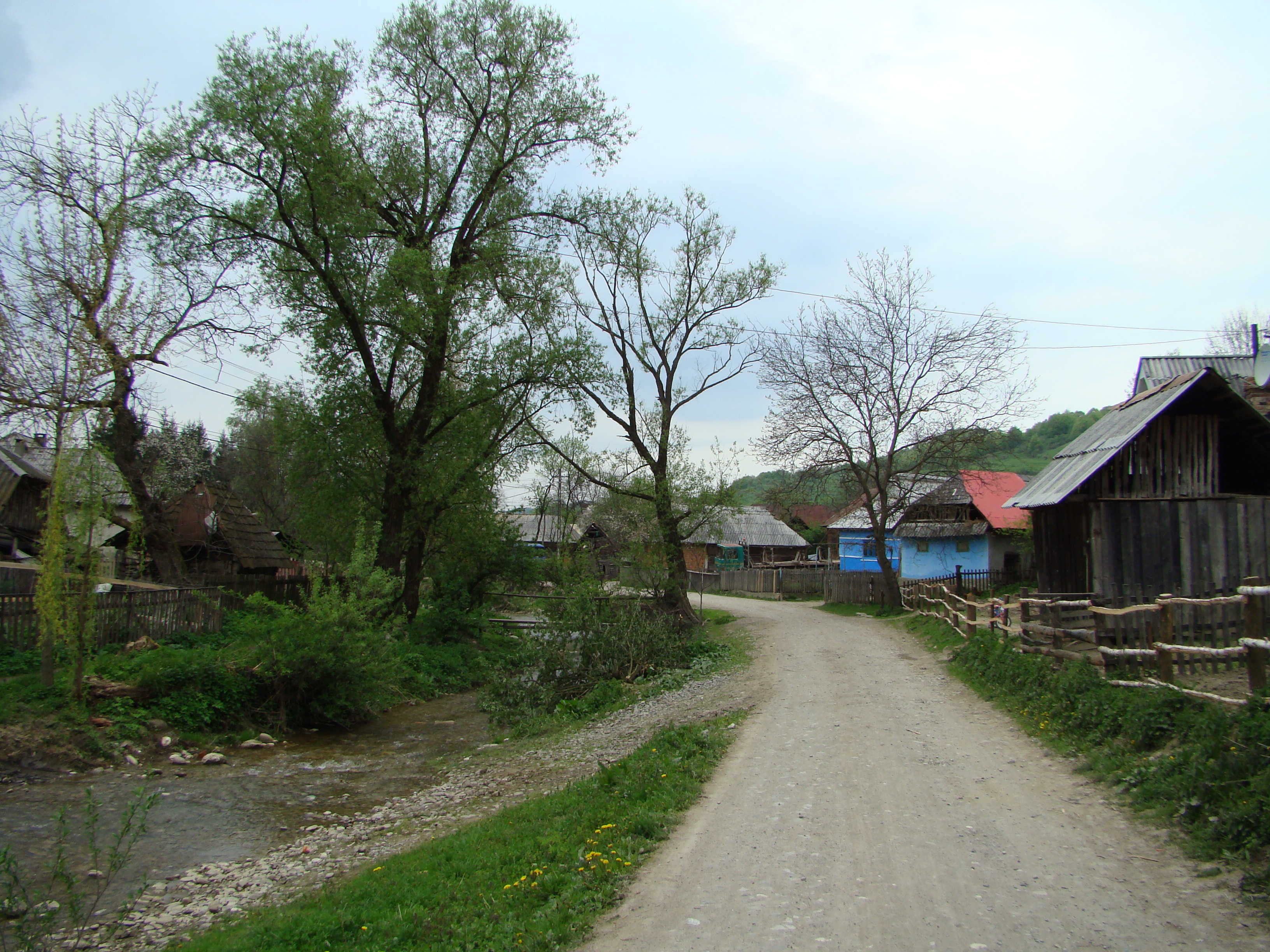
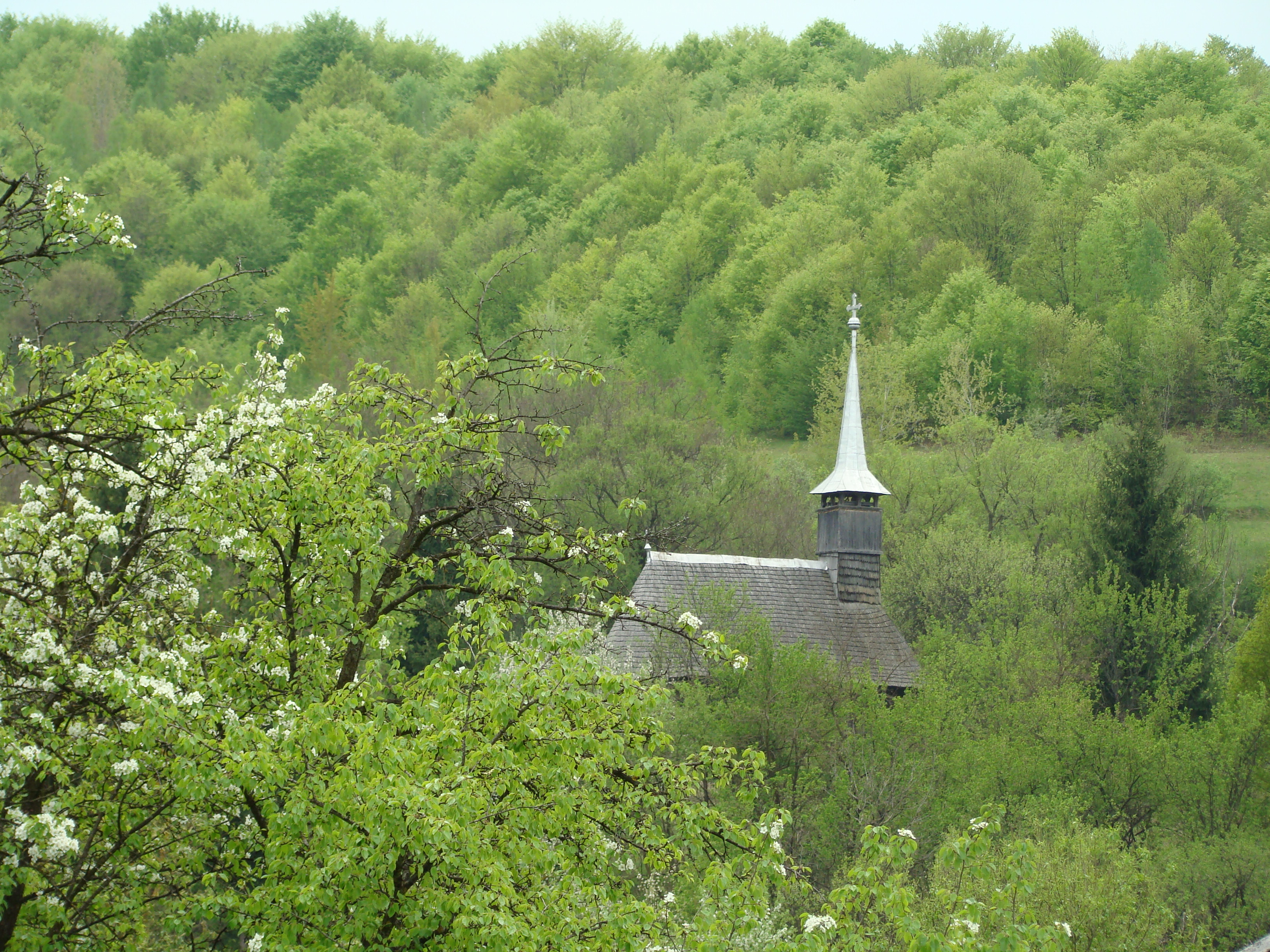

## Imagini din interior

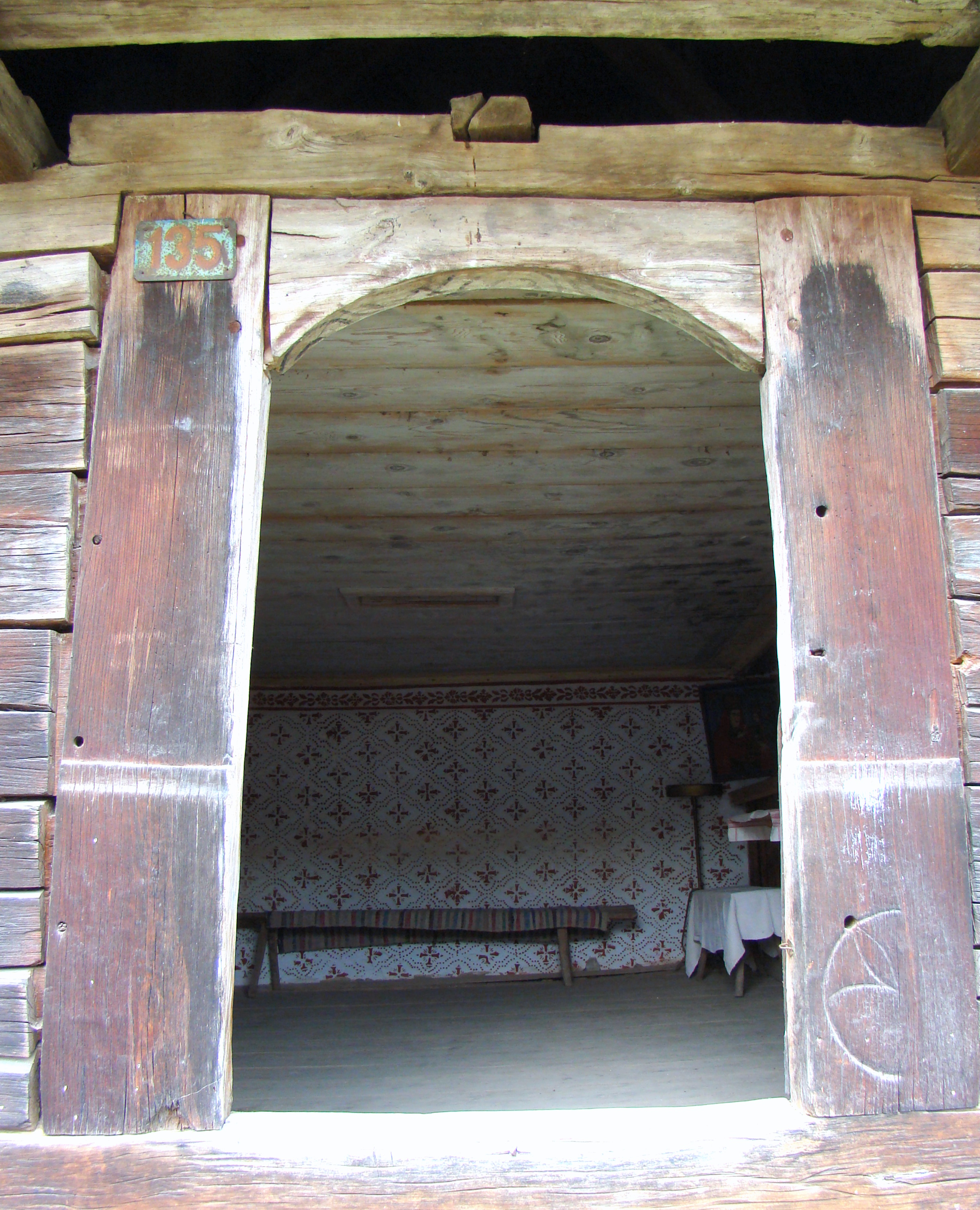
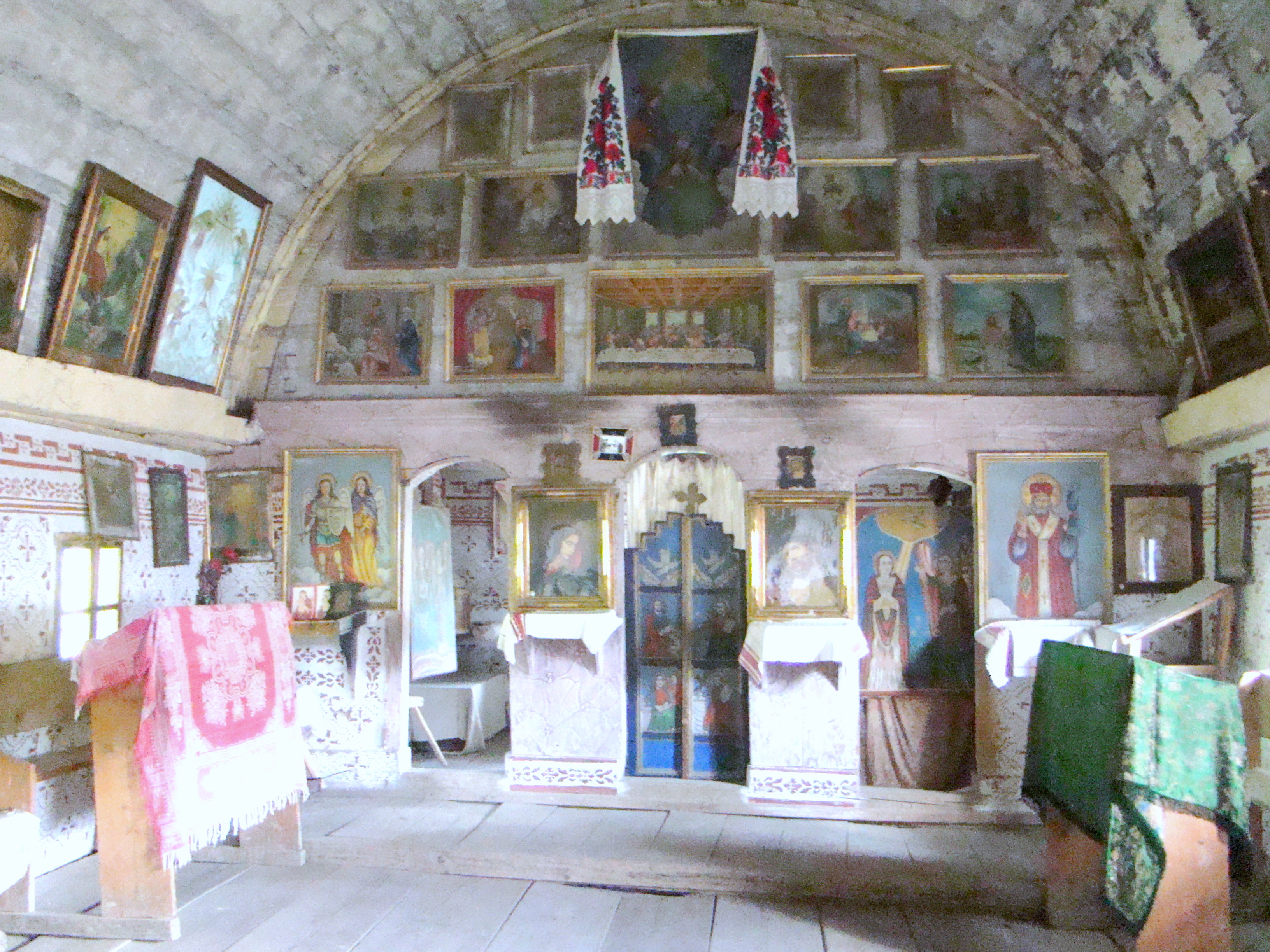
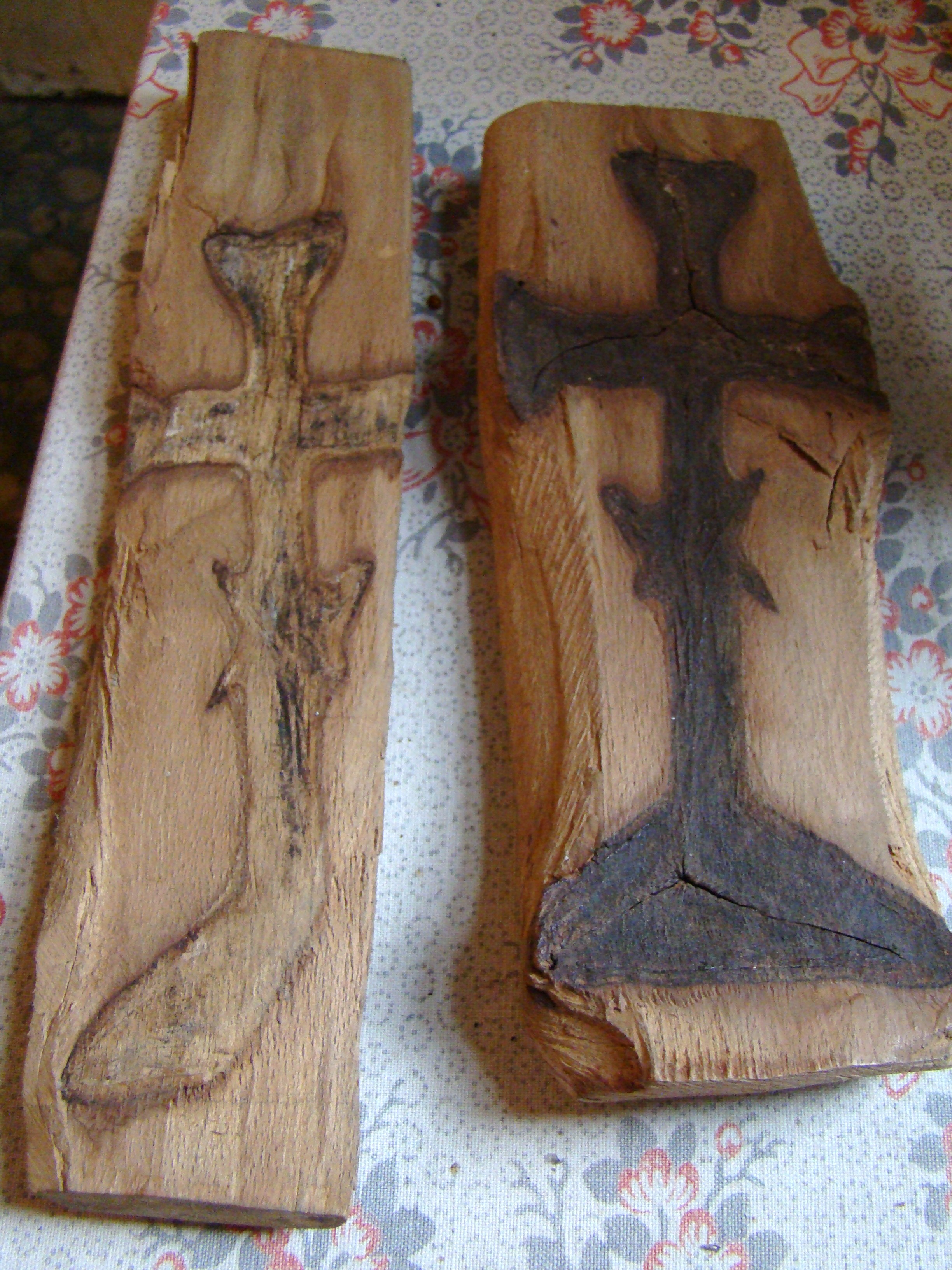
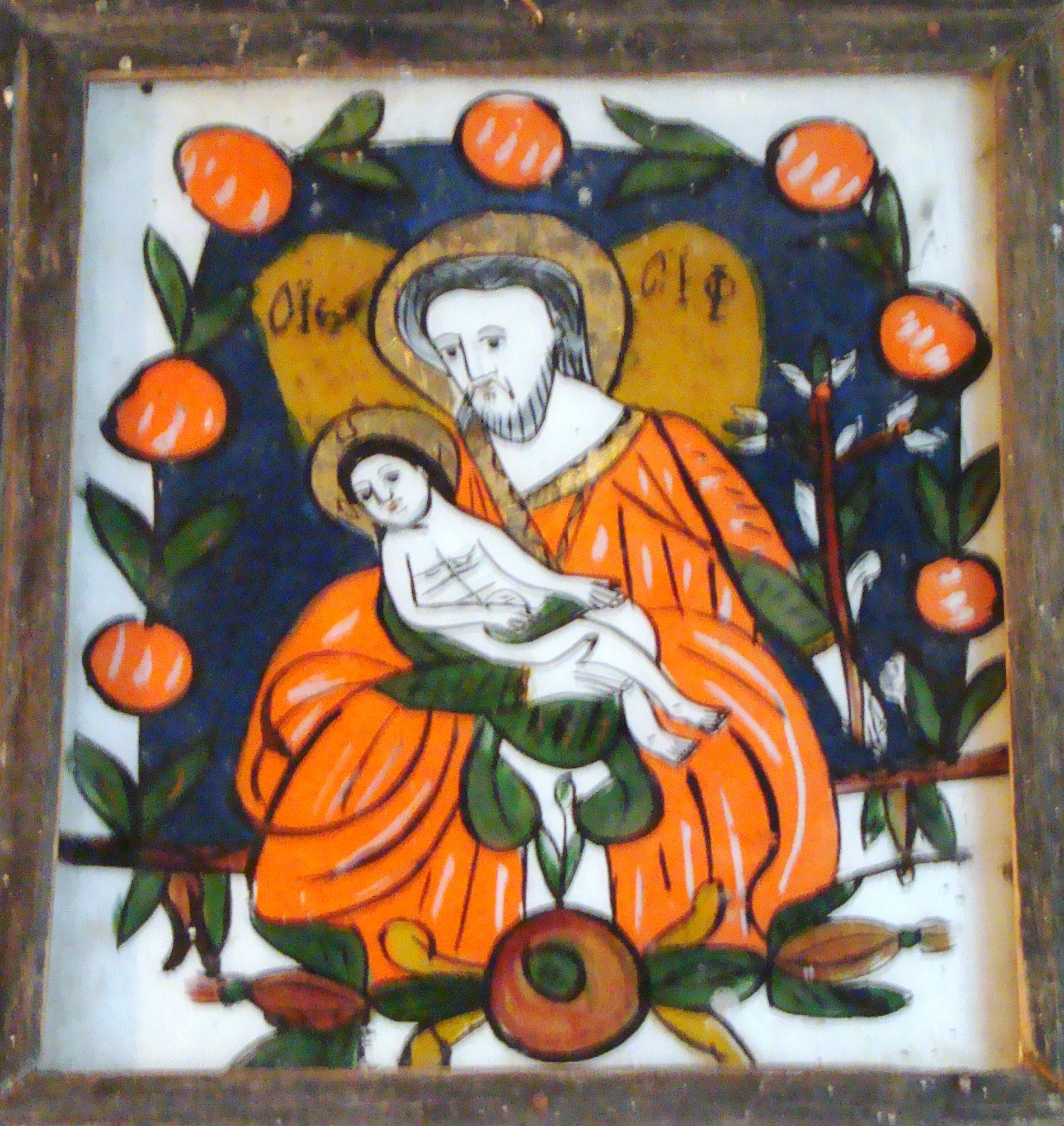
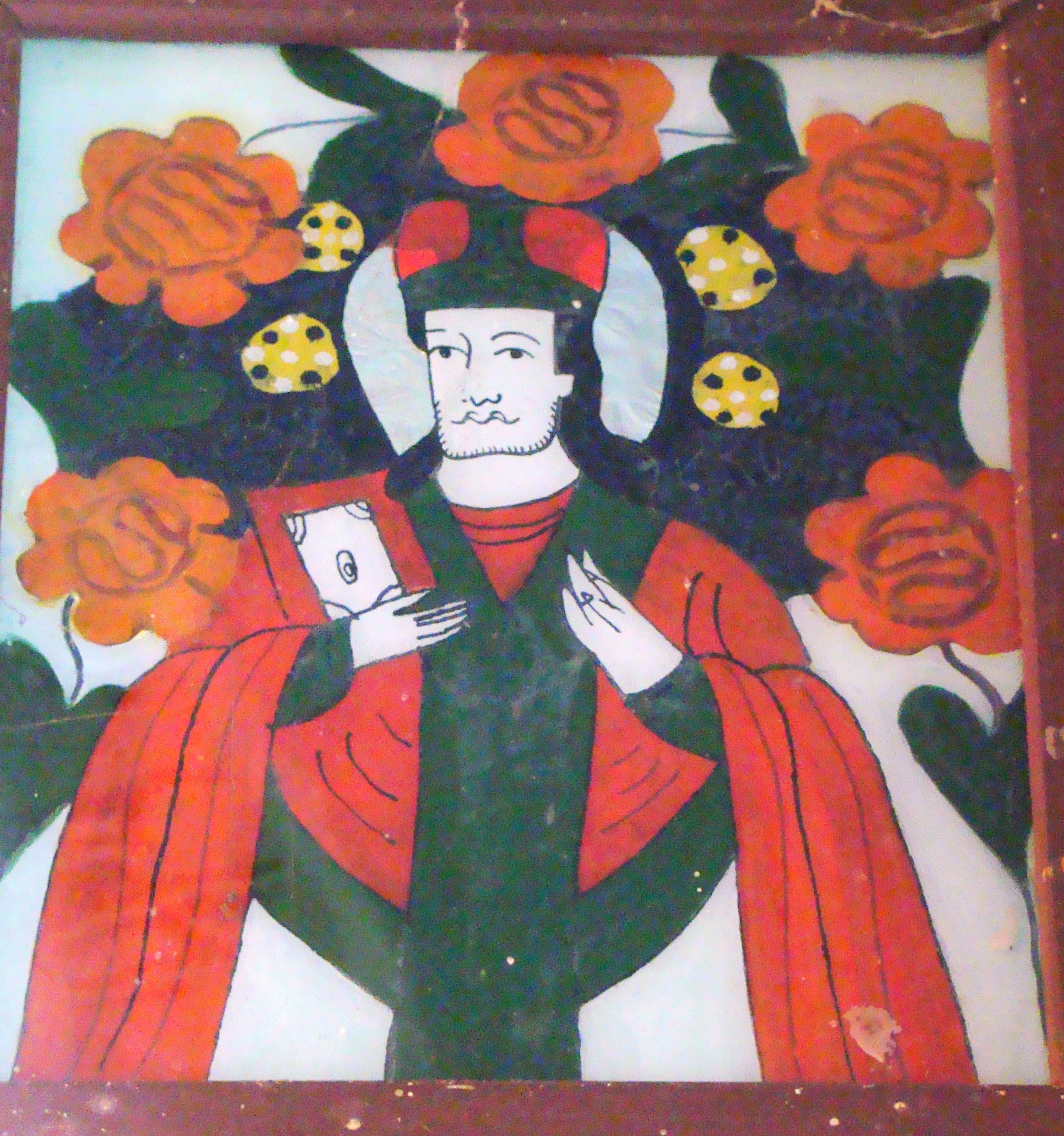
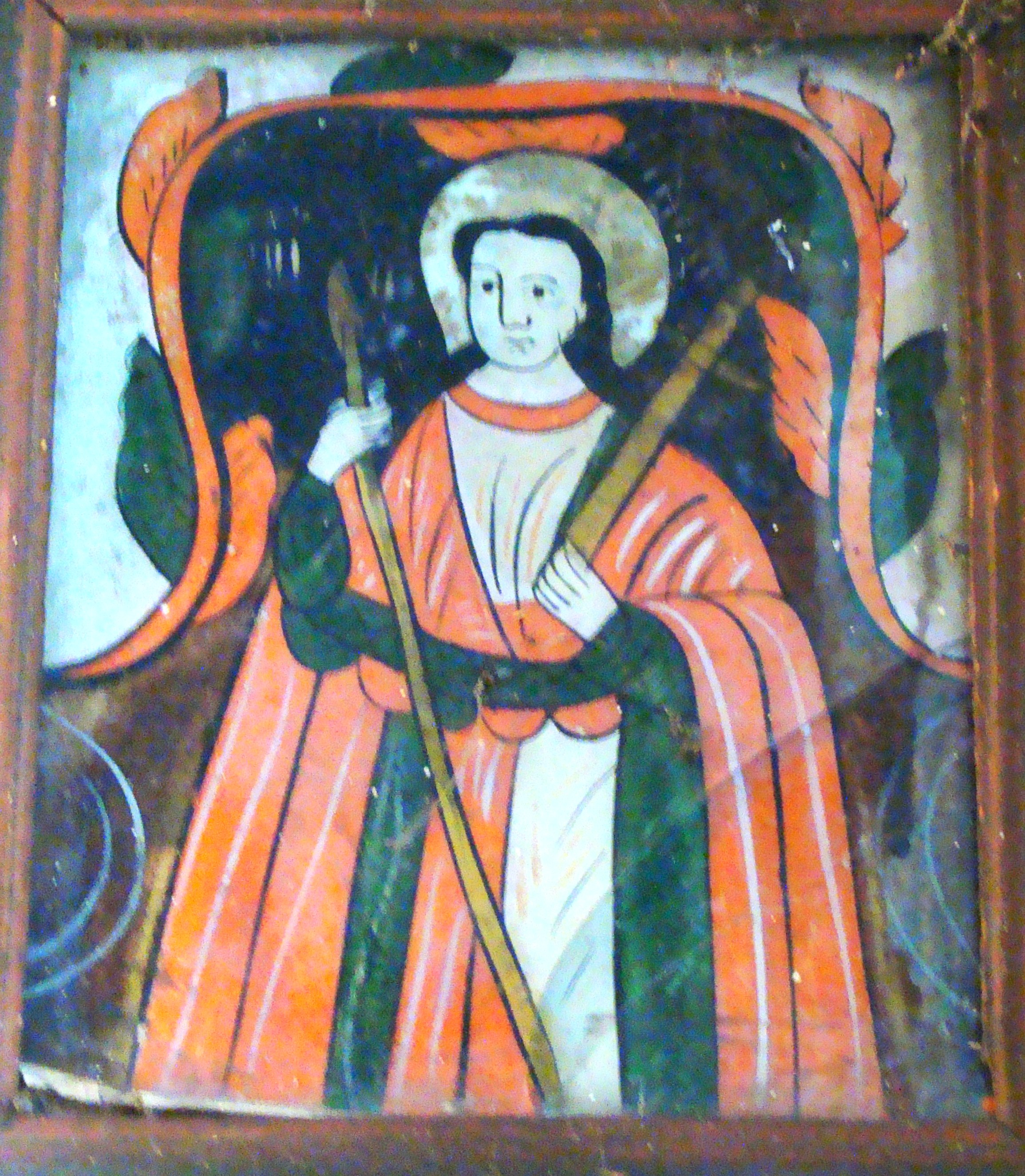
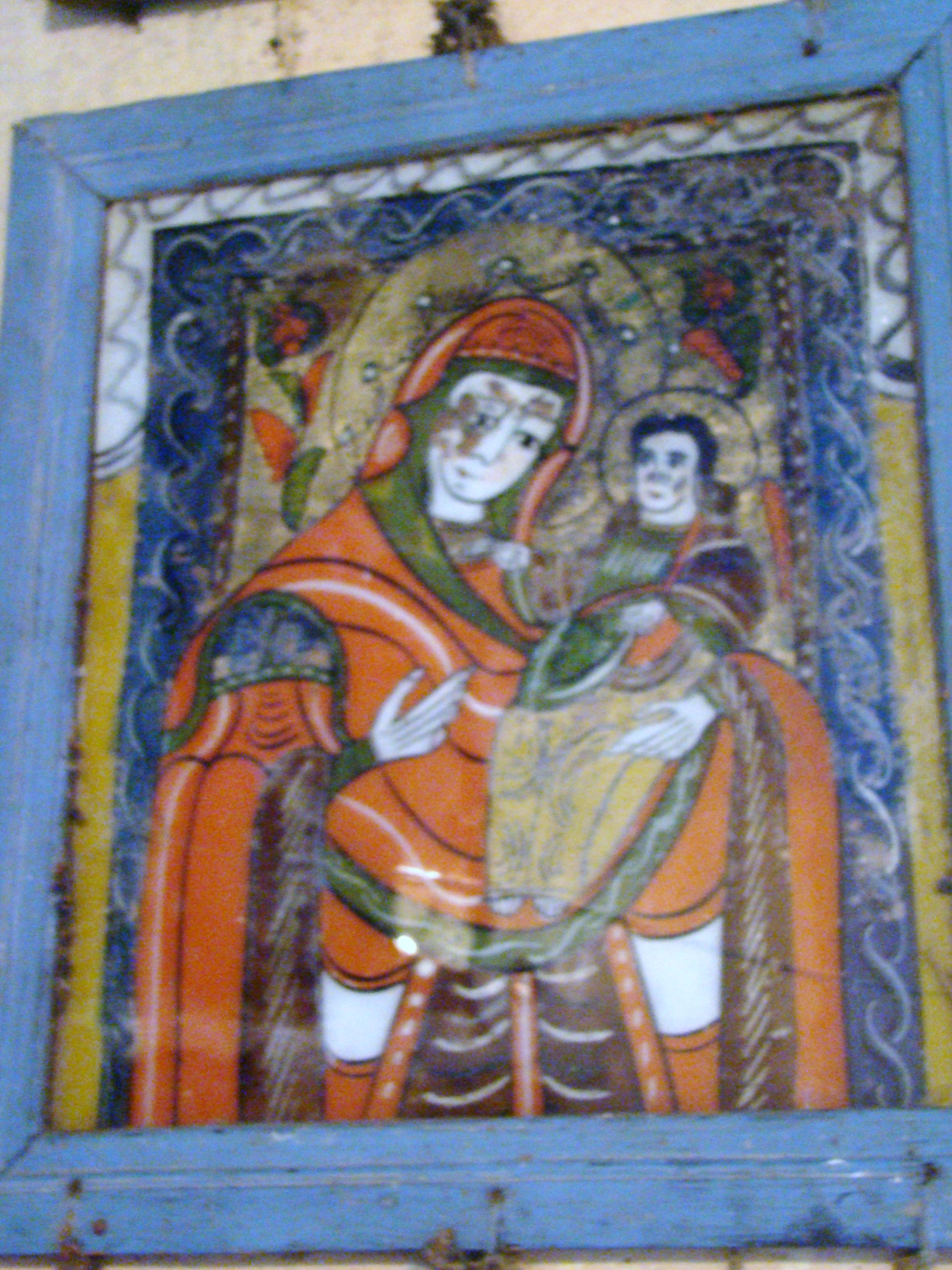
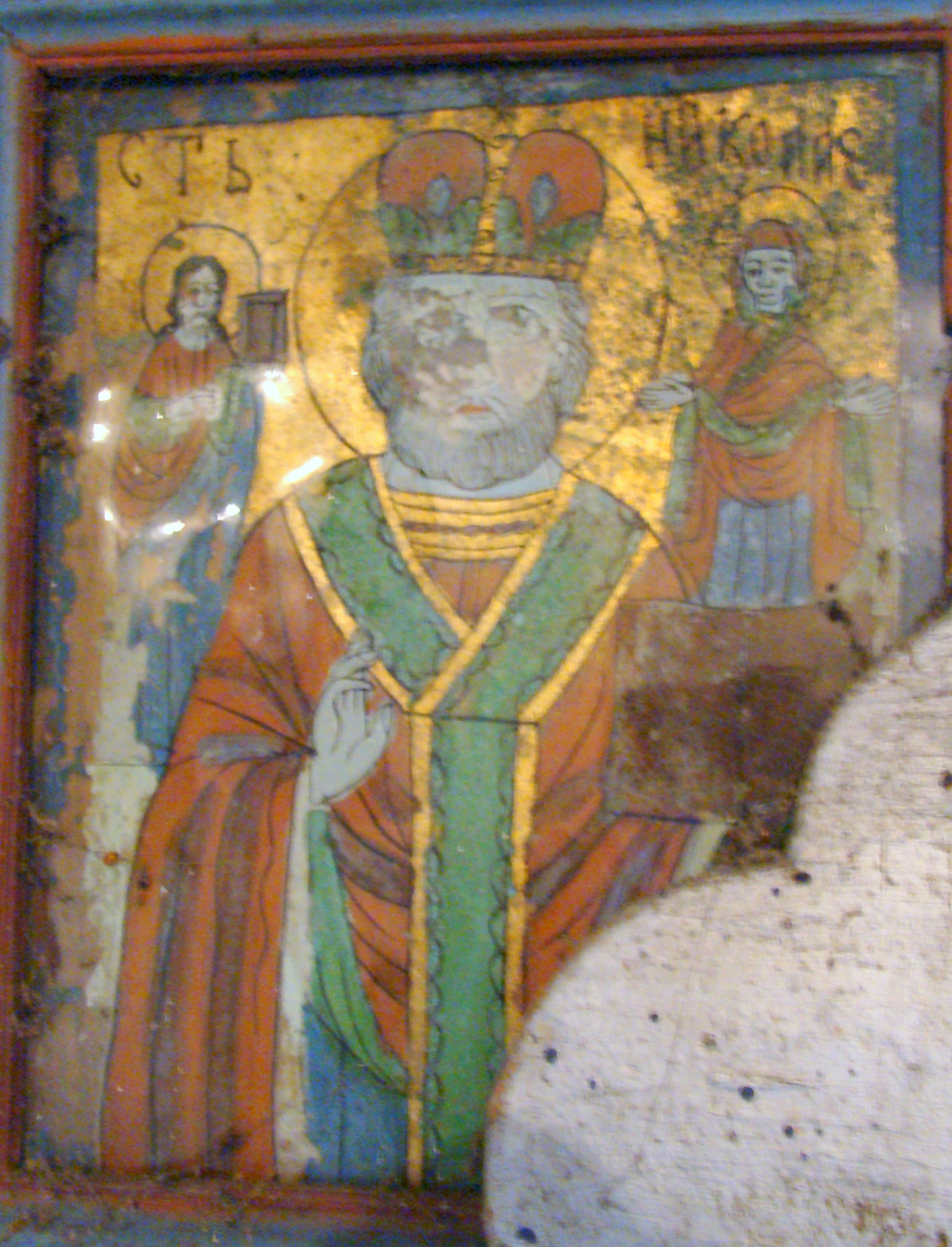
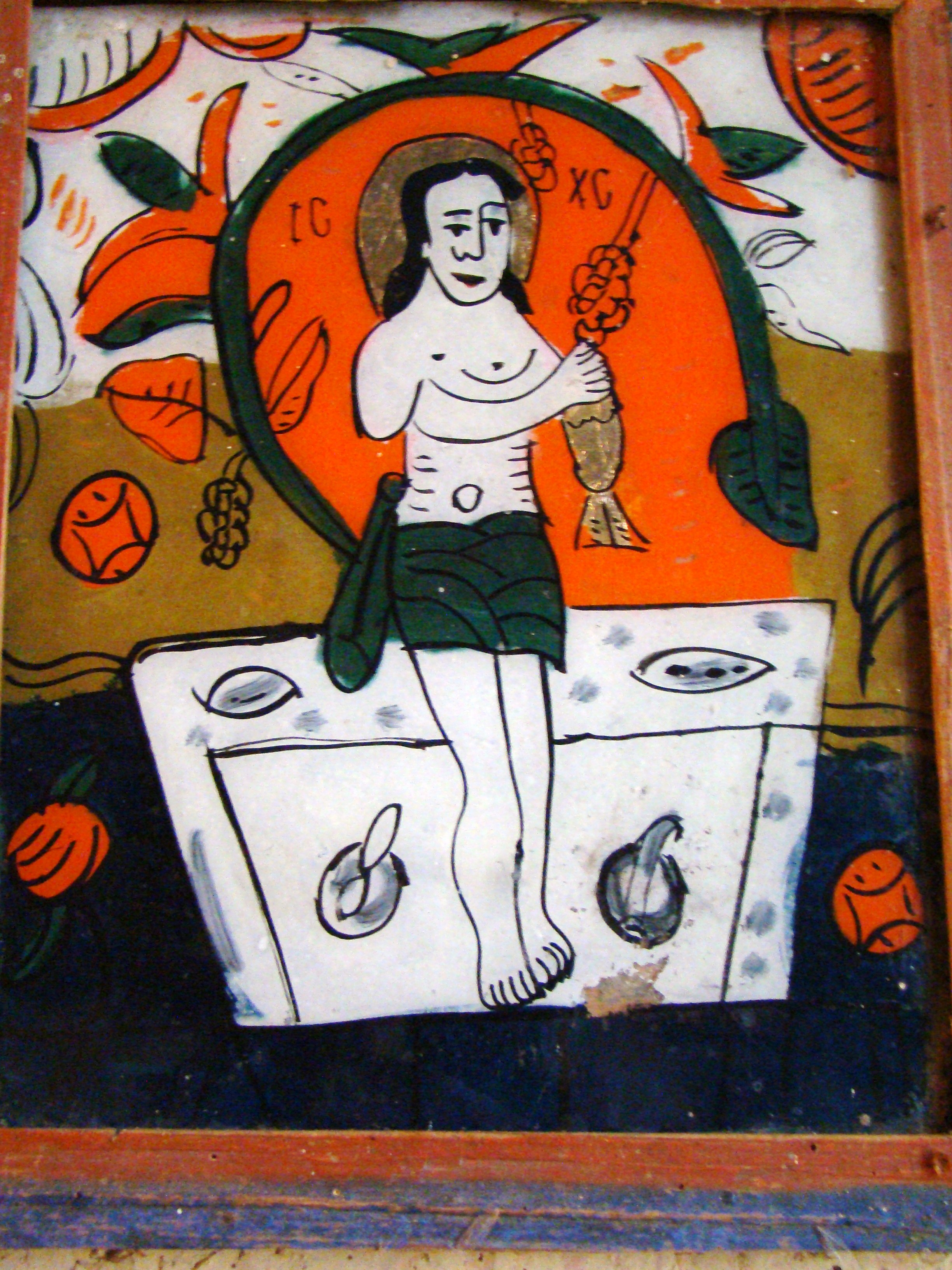
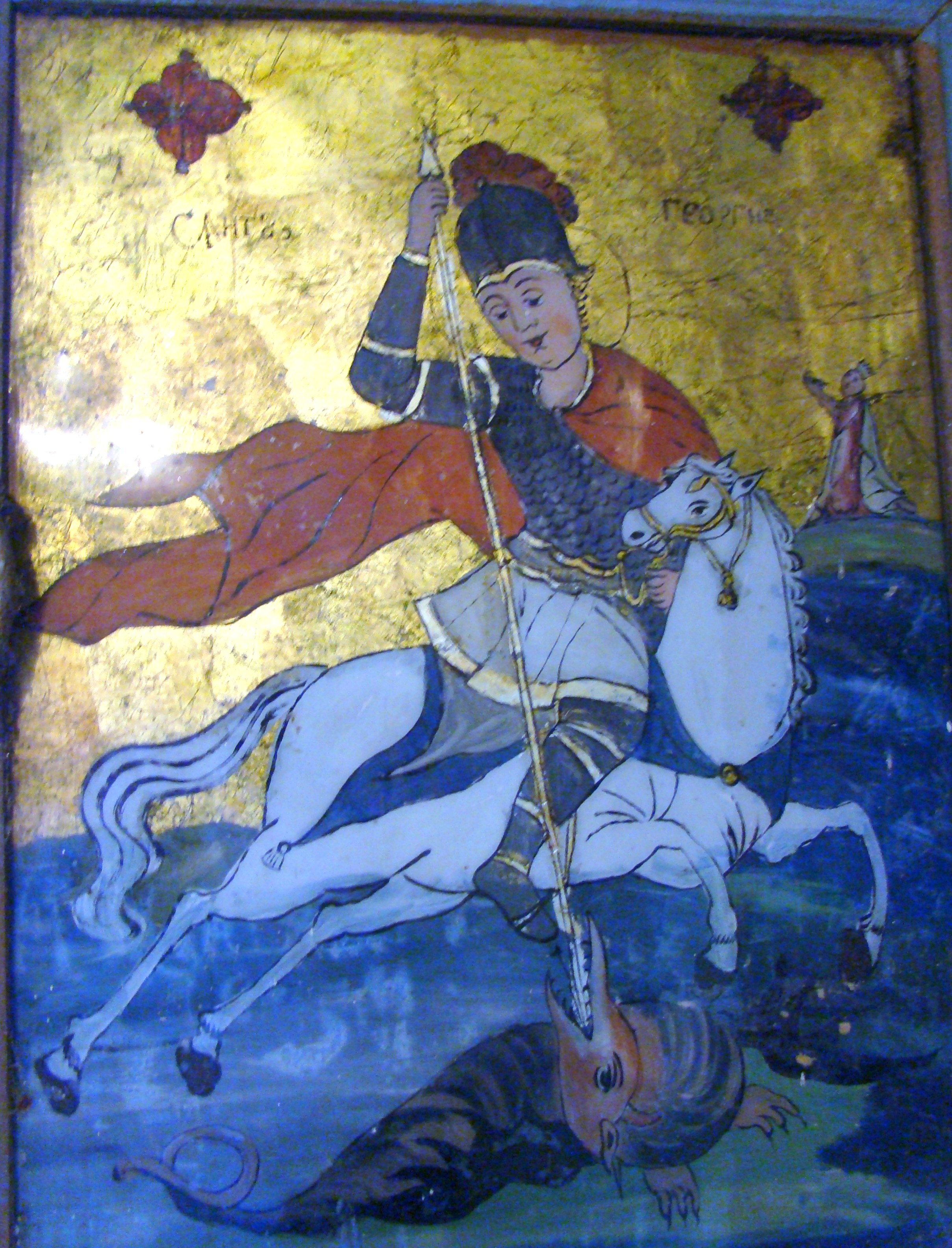
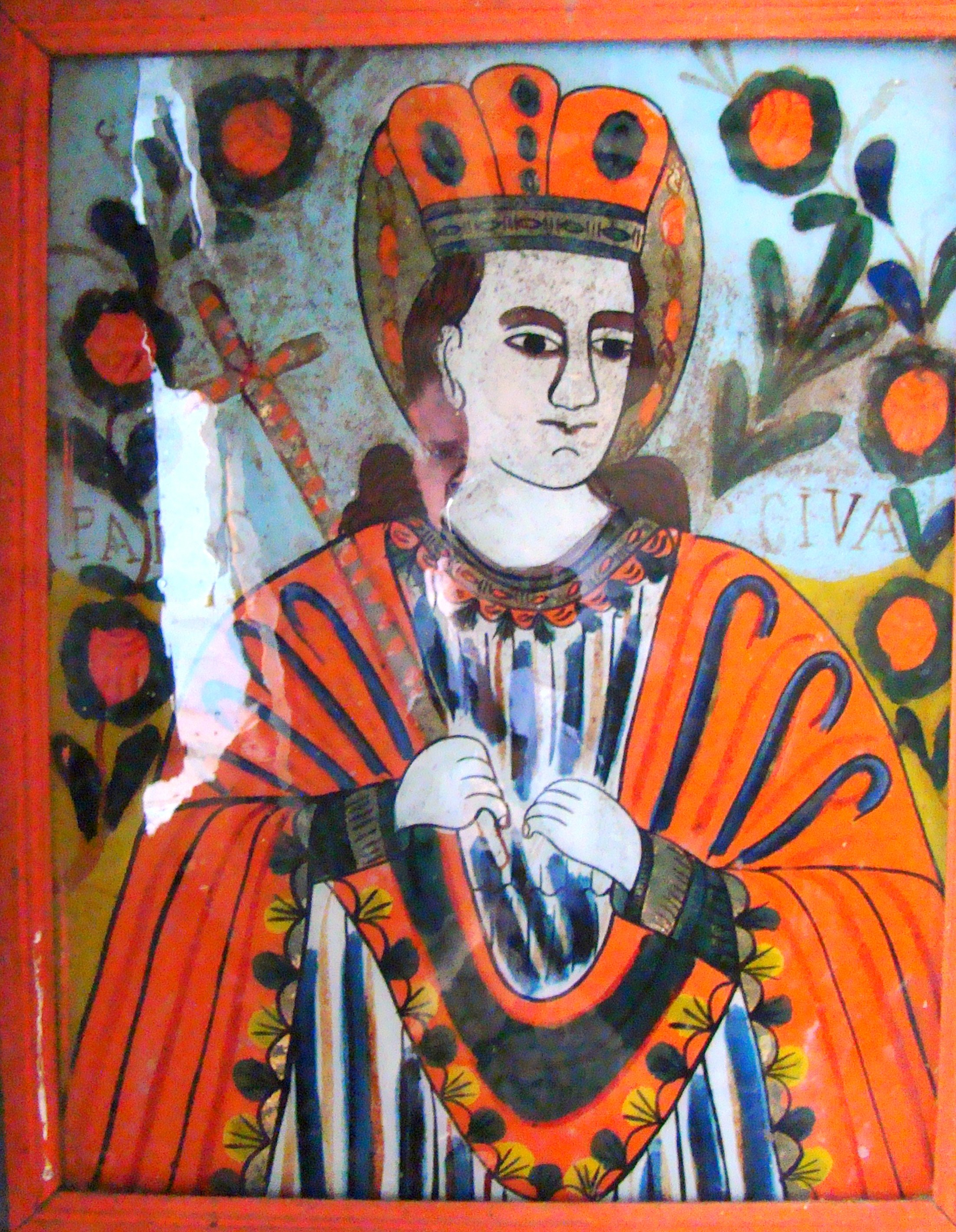
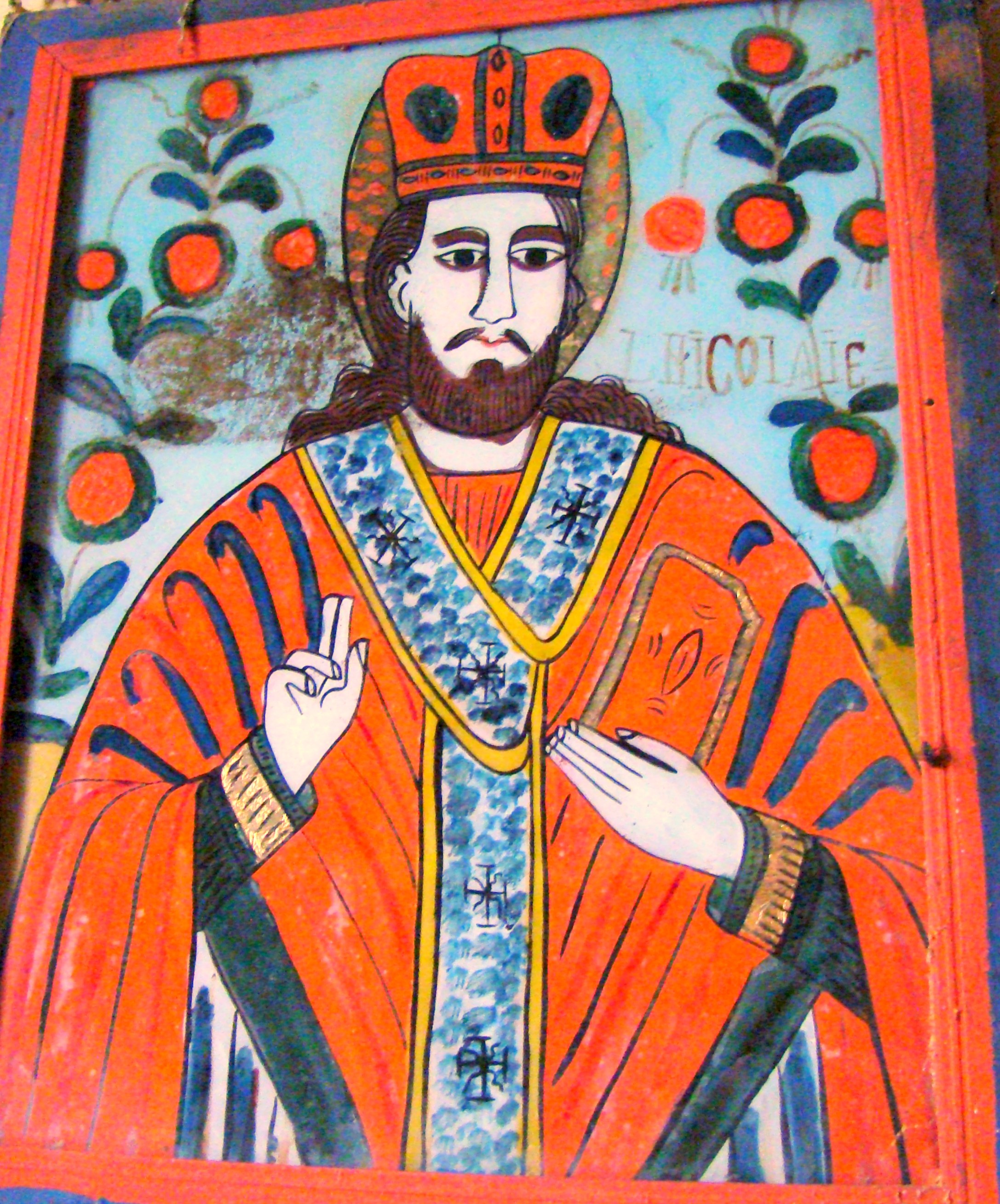
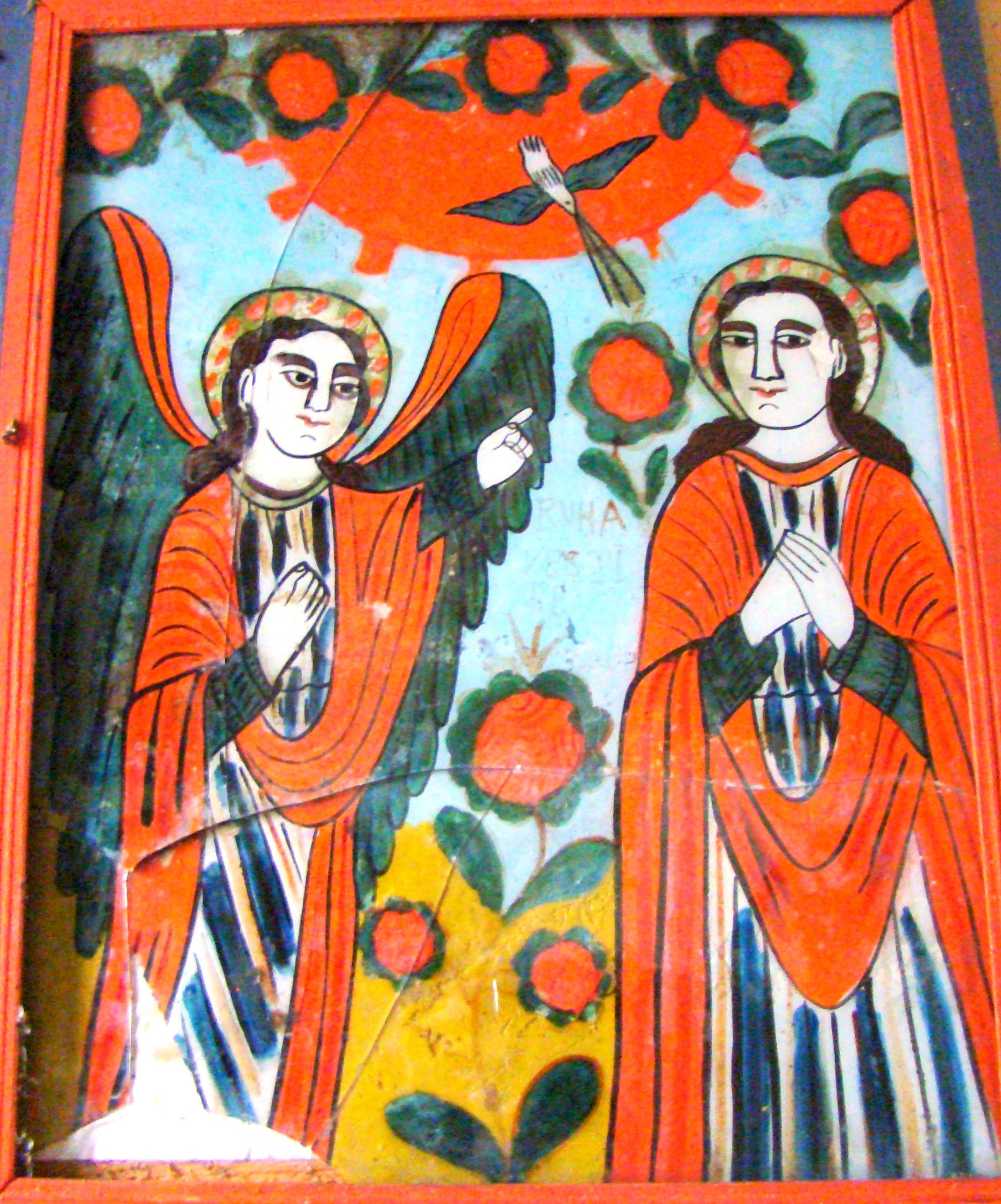
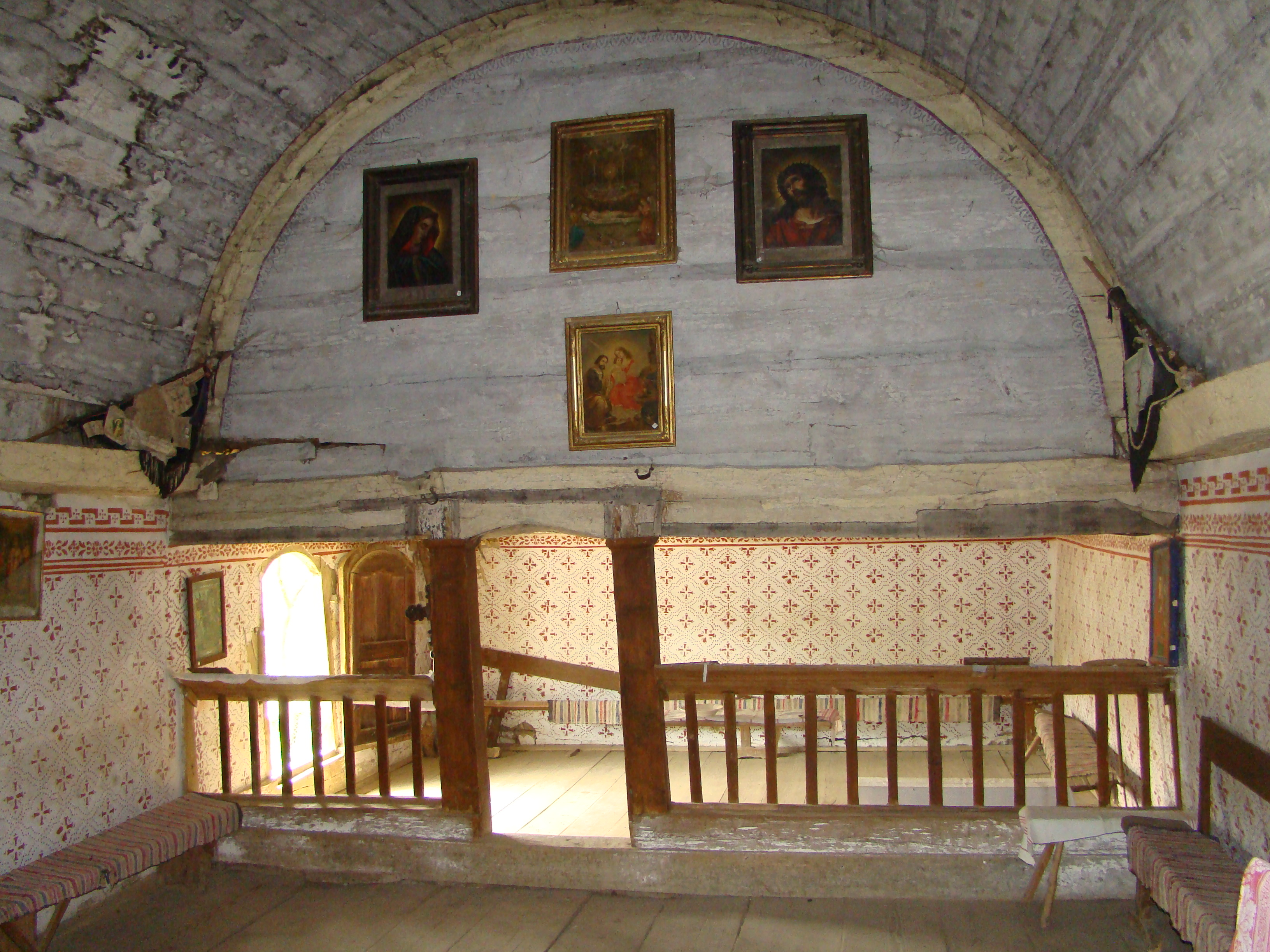
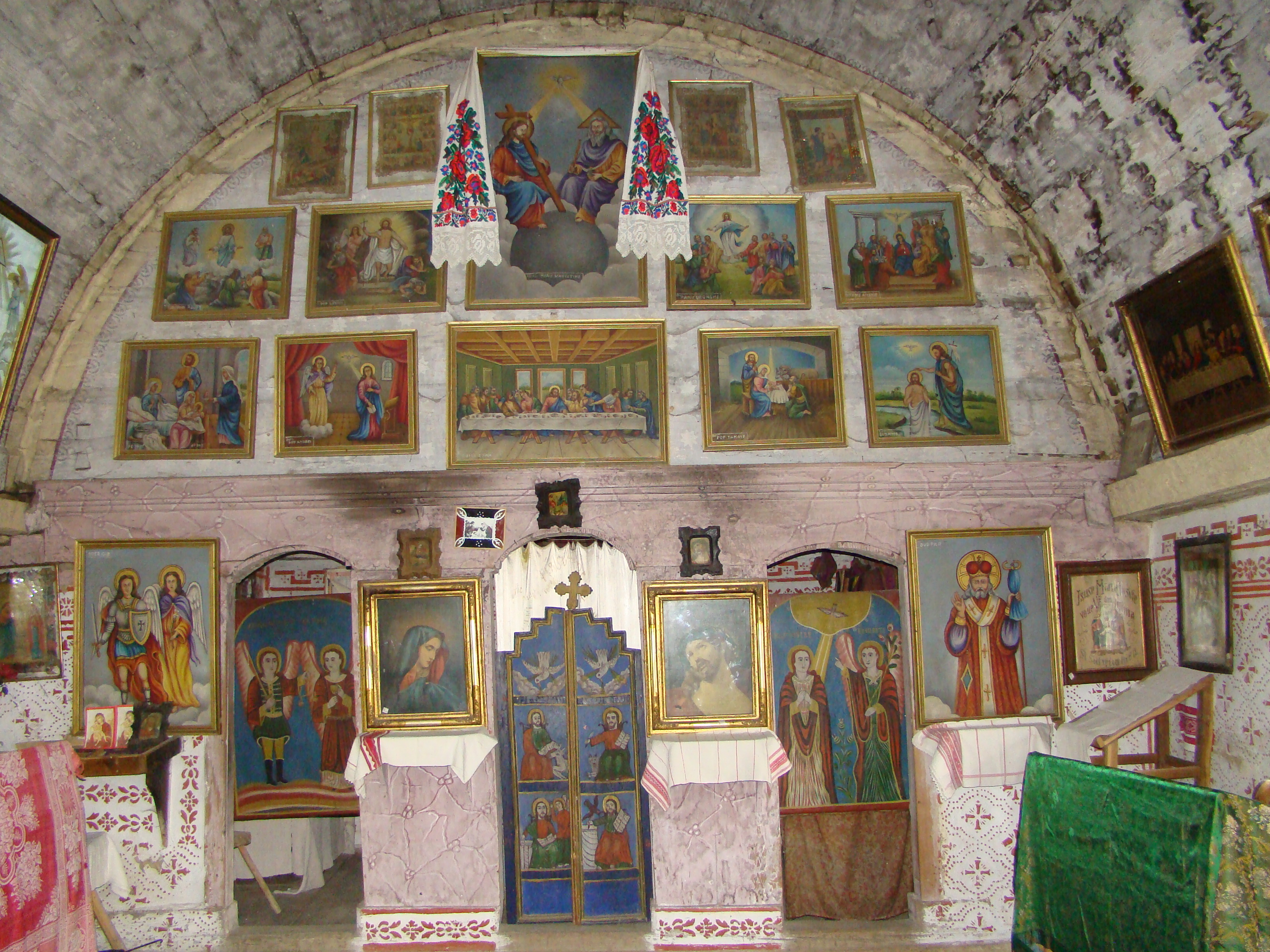
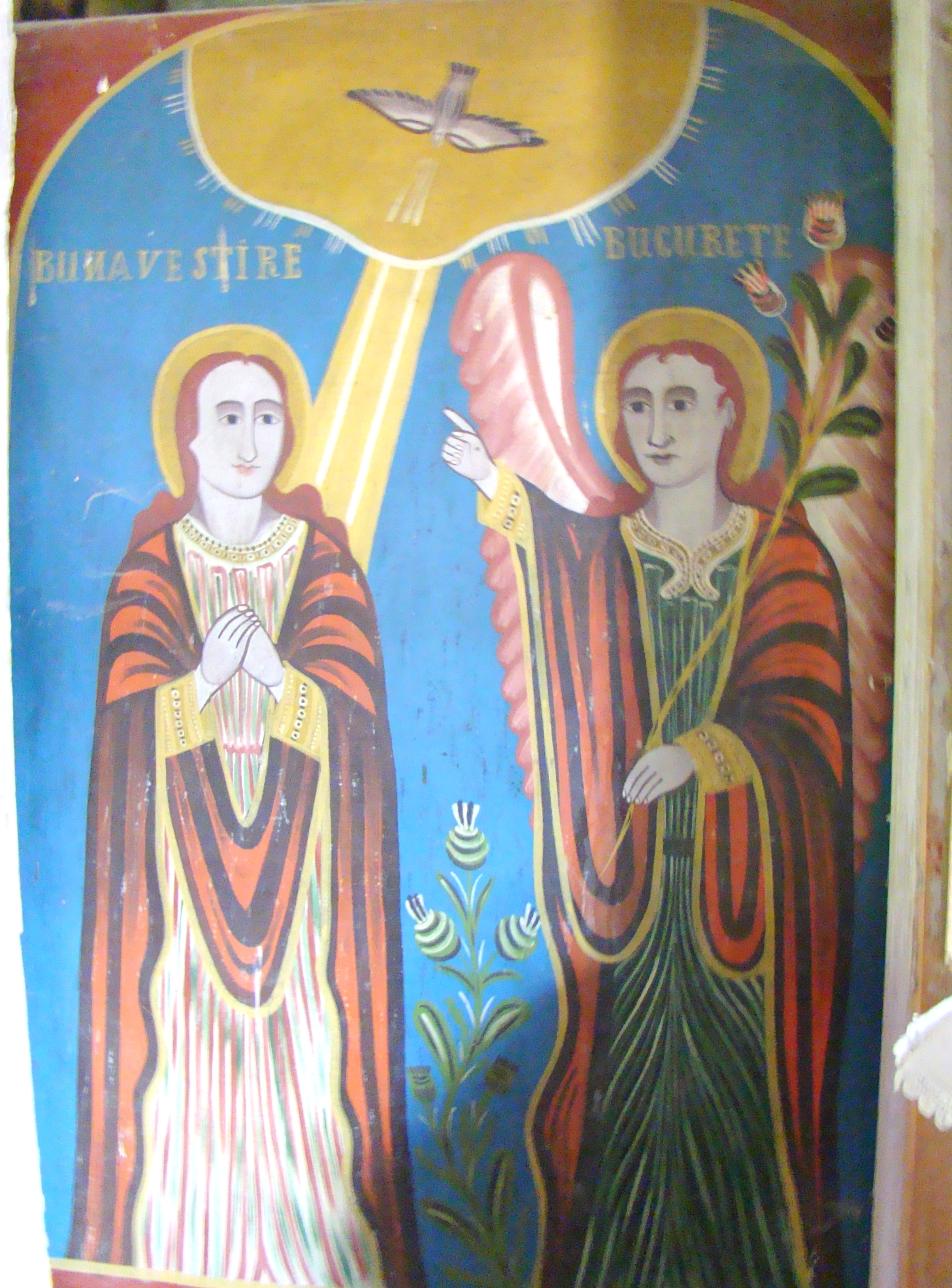
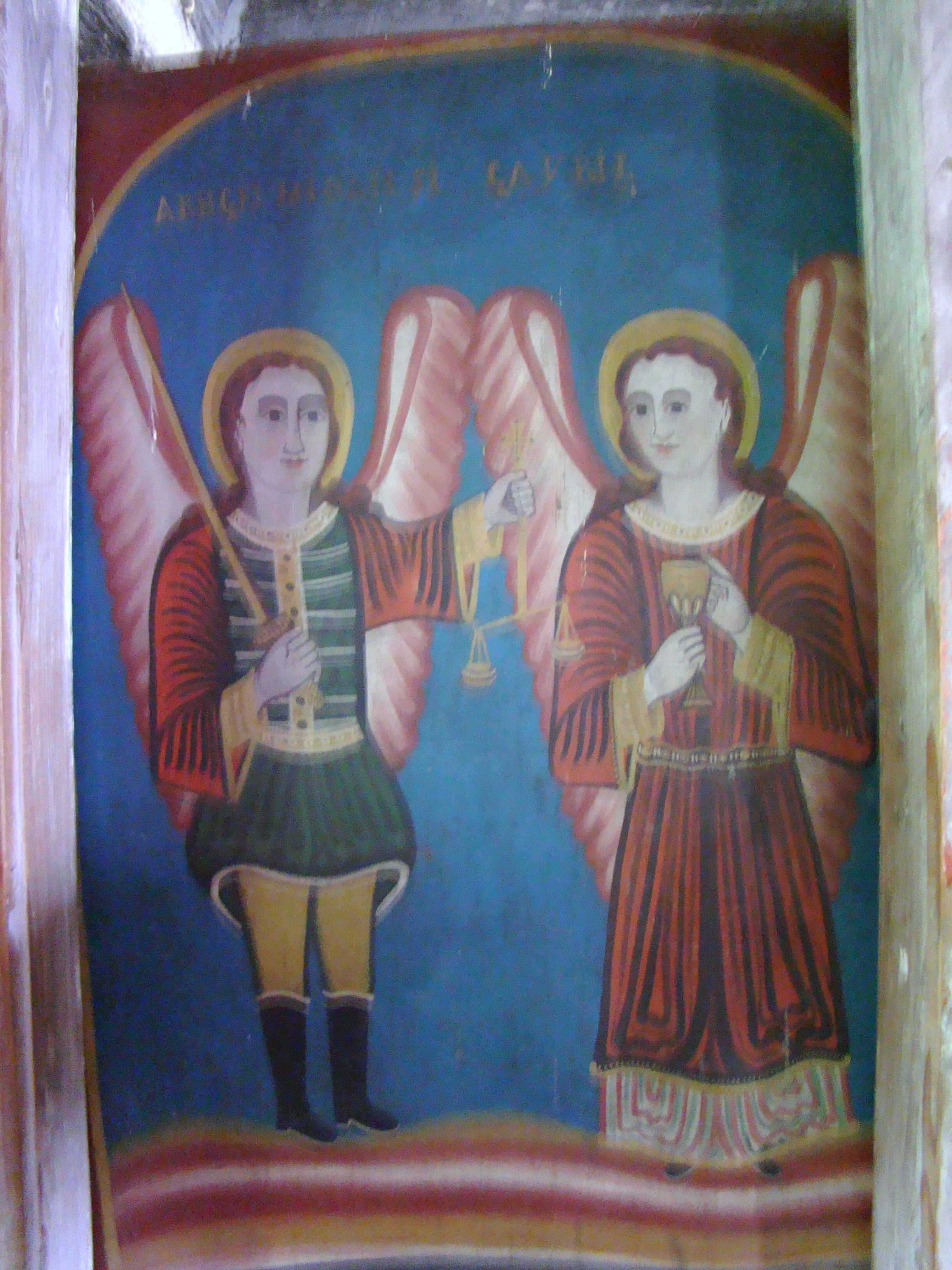
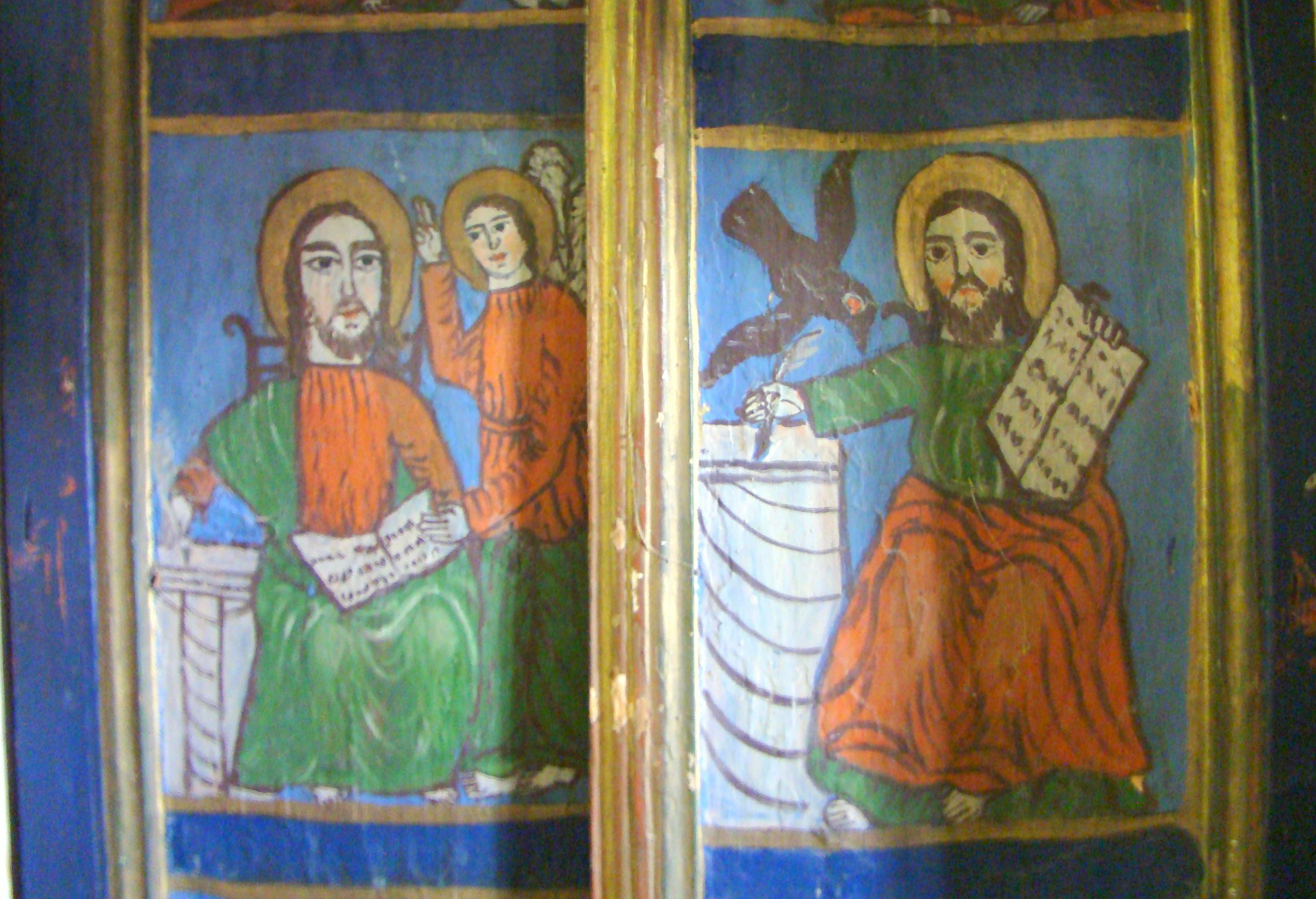
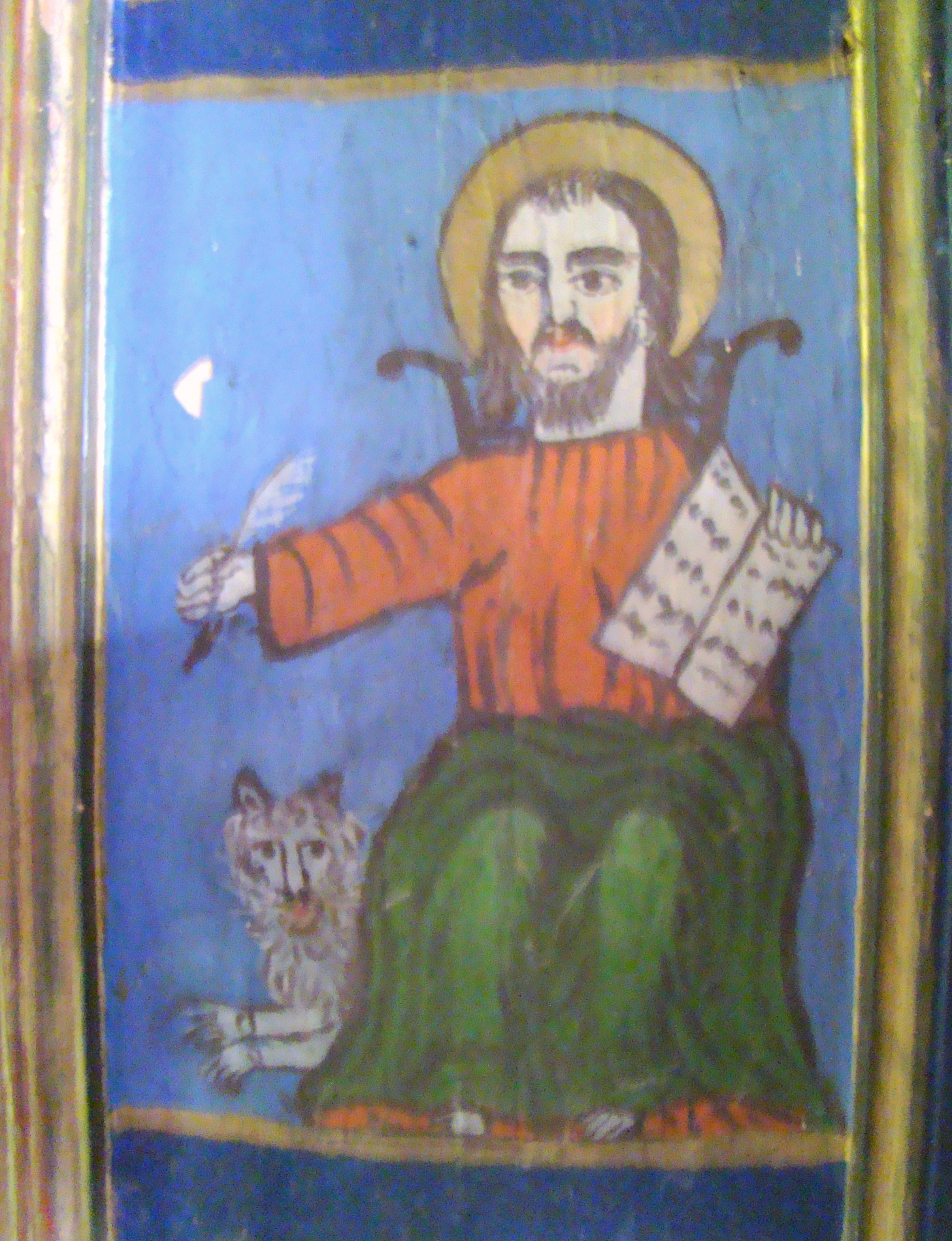
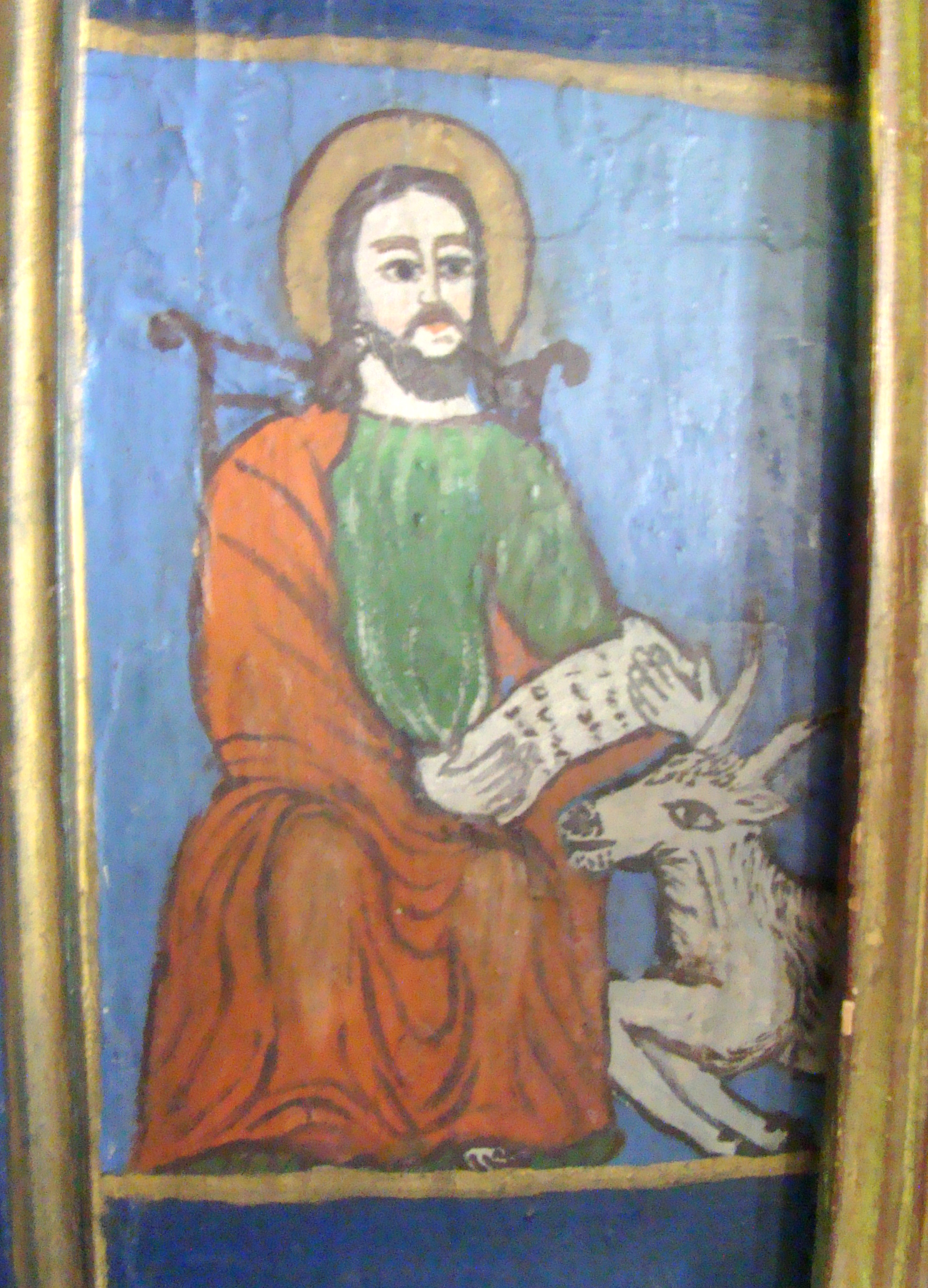
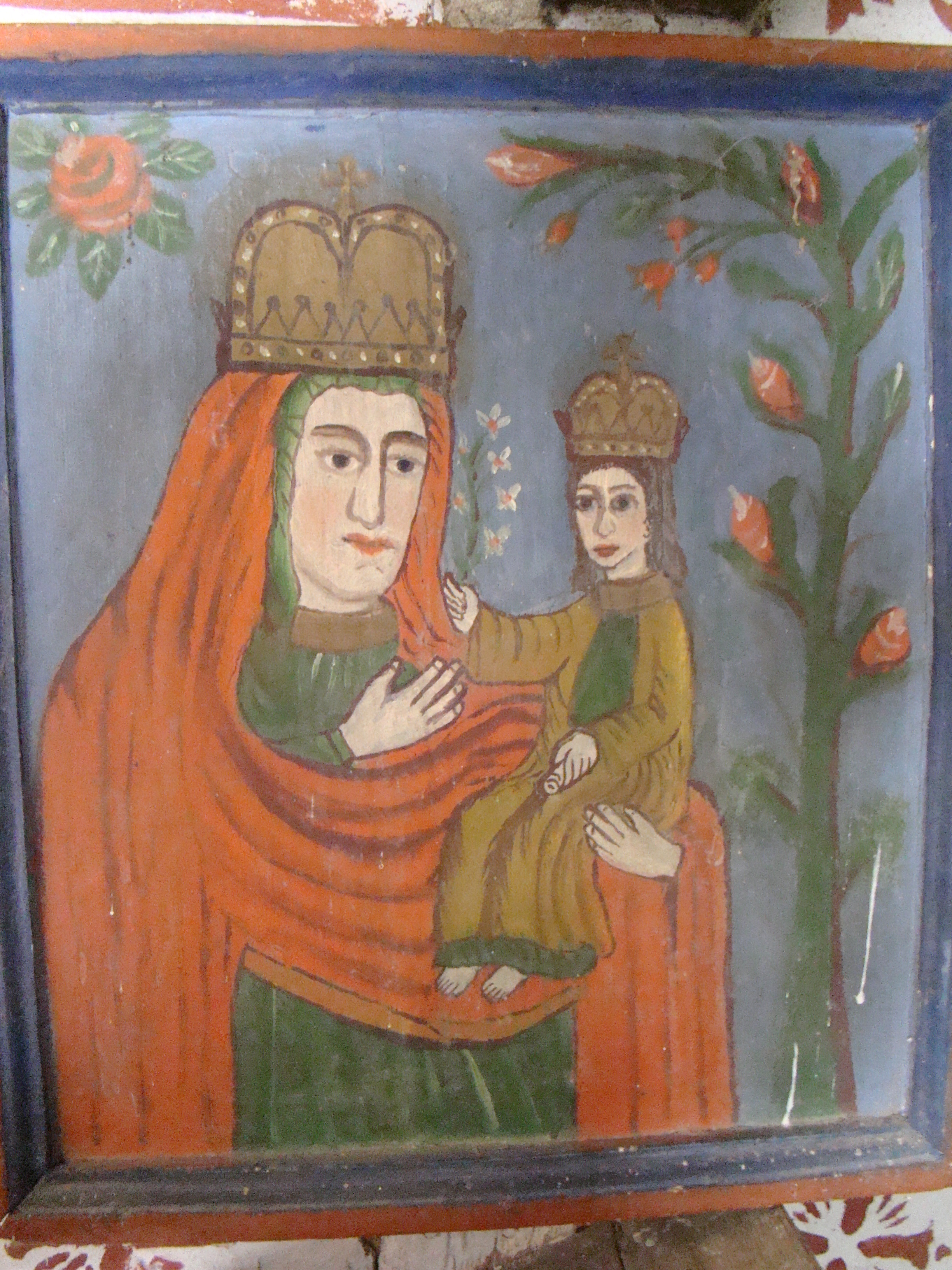
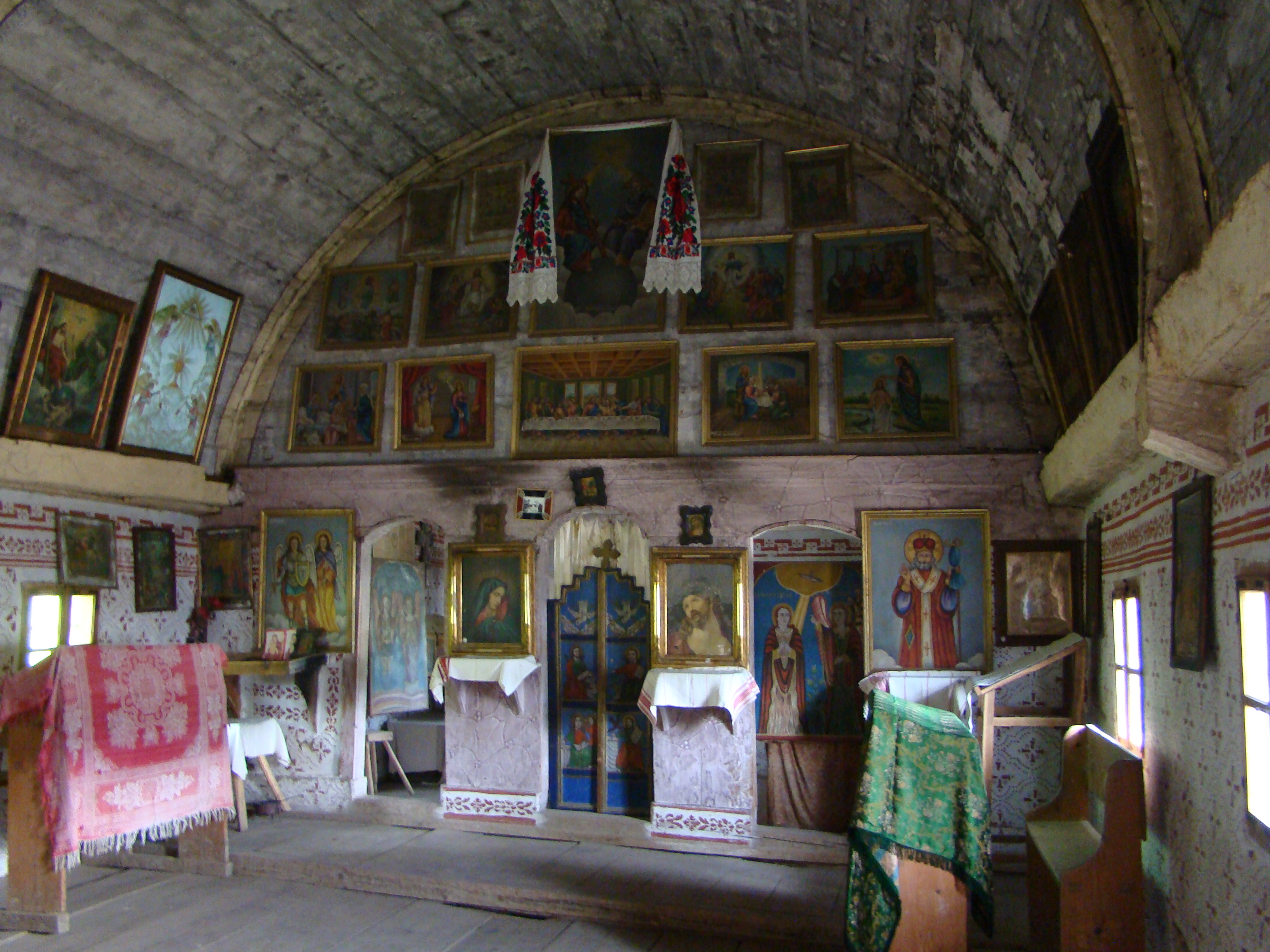
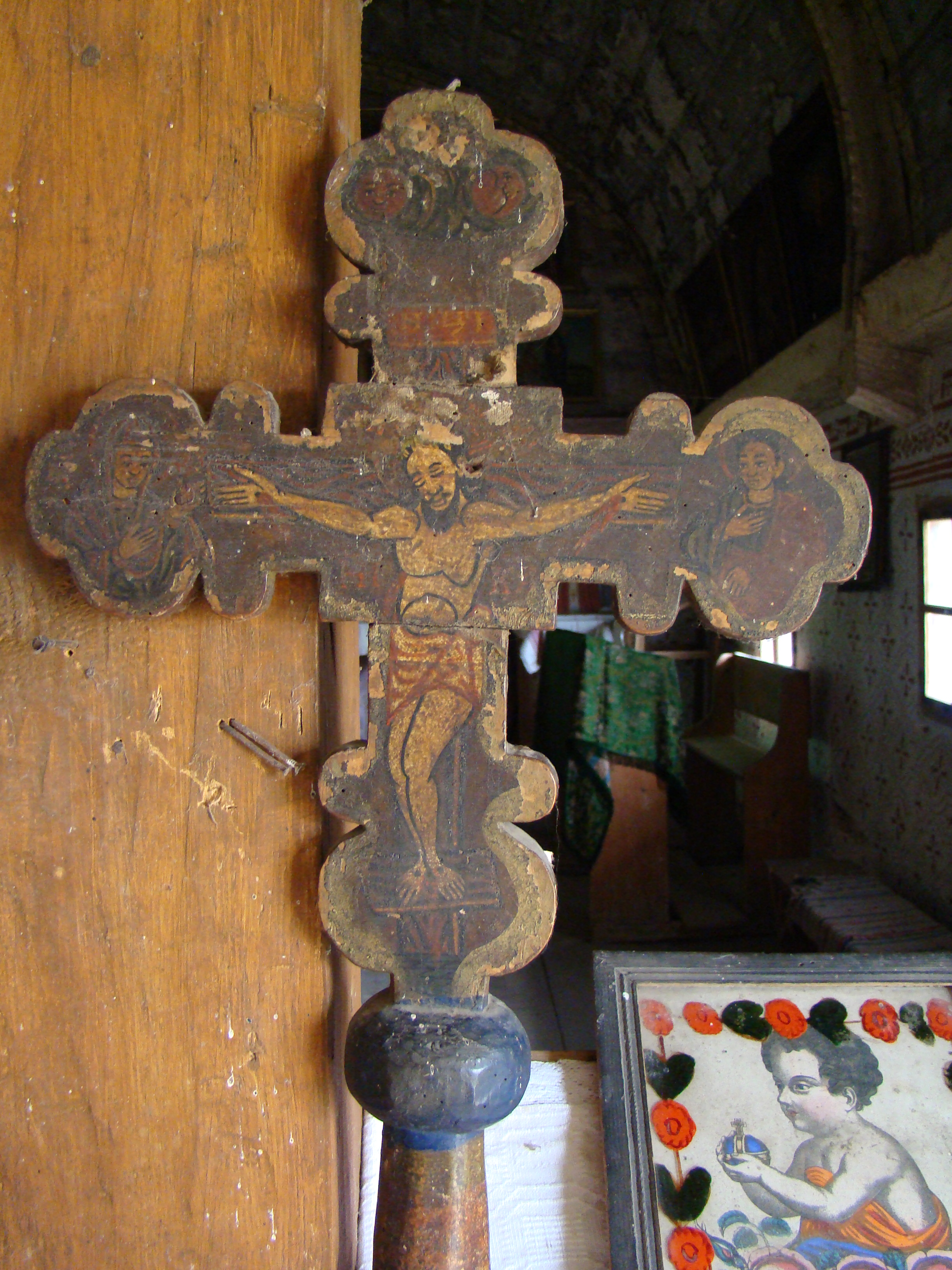
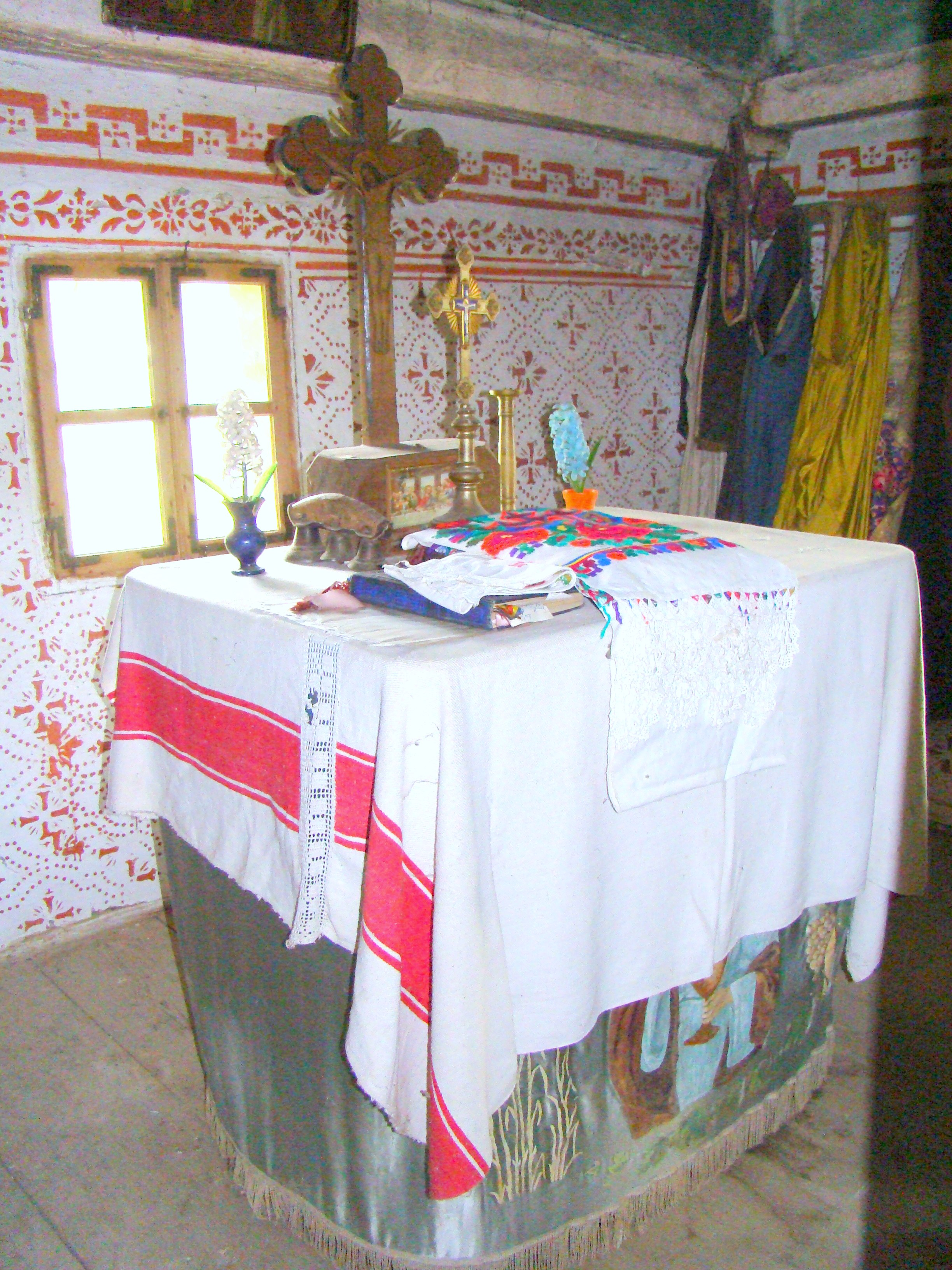